# 小米手机
小米手机是中国科技公司小米集团旗下的智能手机系列，首款产品发布于2011年8月16日。
小米手机初期产品价格定为1999元人民币起。目前，小米手机的价格区间为2499元至11999元人民币不等。产品线划分方面，2015年以前每年仅发布一款旗舰机型，自小米Note开始，小米开始推出针对不同消费者人群的多个分支产品线。
据统计机构Canalys发布的数据，2021年度小米手机（含已独立运营的Redmi、POCO）在全球市场的销量为1.9亿台，市场占有率在全球市场及中国大陆市场均为第三名。

## 发展历程

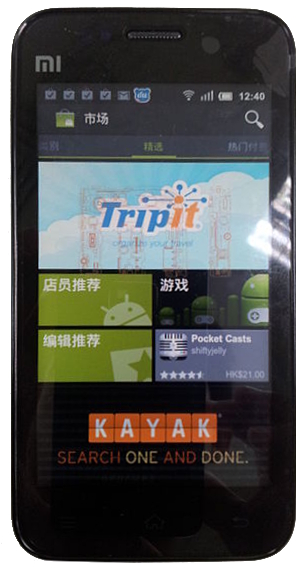
初代小米手机，发布于2011年8月16日。

2010年4月6日，小米科技在中国北京市成立。8月16日，MIUI第一个开发版本发布，这正是此后小米手机所搭载的操作系统。
2011年8月16日，小米科技在北京798艺术中心发布了小米首款智能手机——小米手机，定价为1999元人民币。小米手机的出现瞬间成为引爆全行业的热点，也引发了诸多质疑。初代小米手机的累积销量为352万台。
2012年8月16日，小米科技在798艺术中心推出了小米手机1S和小米手机2，小米手机2的起售价维持1999元，32G存储版本为2299元。小米2012年售出手机719万台。
2013年4月9日，小米发布了小米手机2S和小米手机2A。小米手机3发布后，小米手机的售价上限已达到2499元。2013年，小米全年售出手机达1870万台。

2014年7月22日，小米推出了小米手机4，这款产品并未像前两次迭代升级一样对性能进行大幅提升，继续沿用了小米手机3联通/电信版上采用的骁龙800系列处理器，仅将提升重点放在了外观工艺上，起售价则依然维持在1999元。发布后，刚刚组建的小米印度团队向小米中国总部申请了50万台支持3G网络的小米手机4，但因售价过高，在印度市场出现了滞销。为处理滞销的小米手机4，小米在全球多个国家和地区寻求代理商，最终清仓完毕。

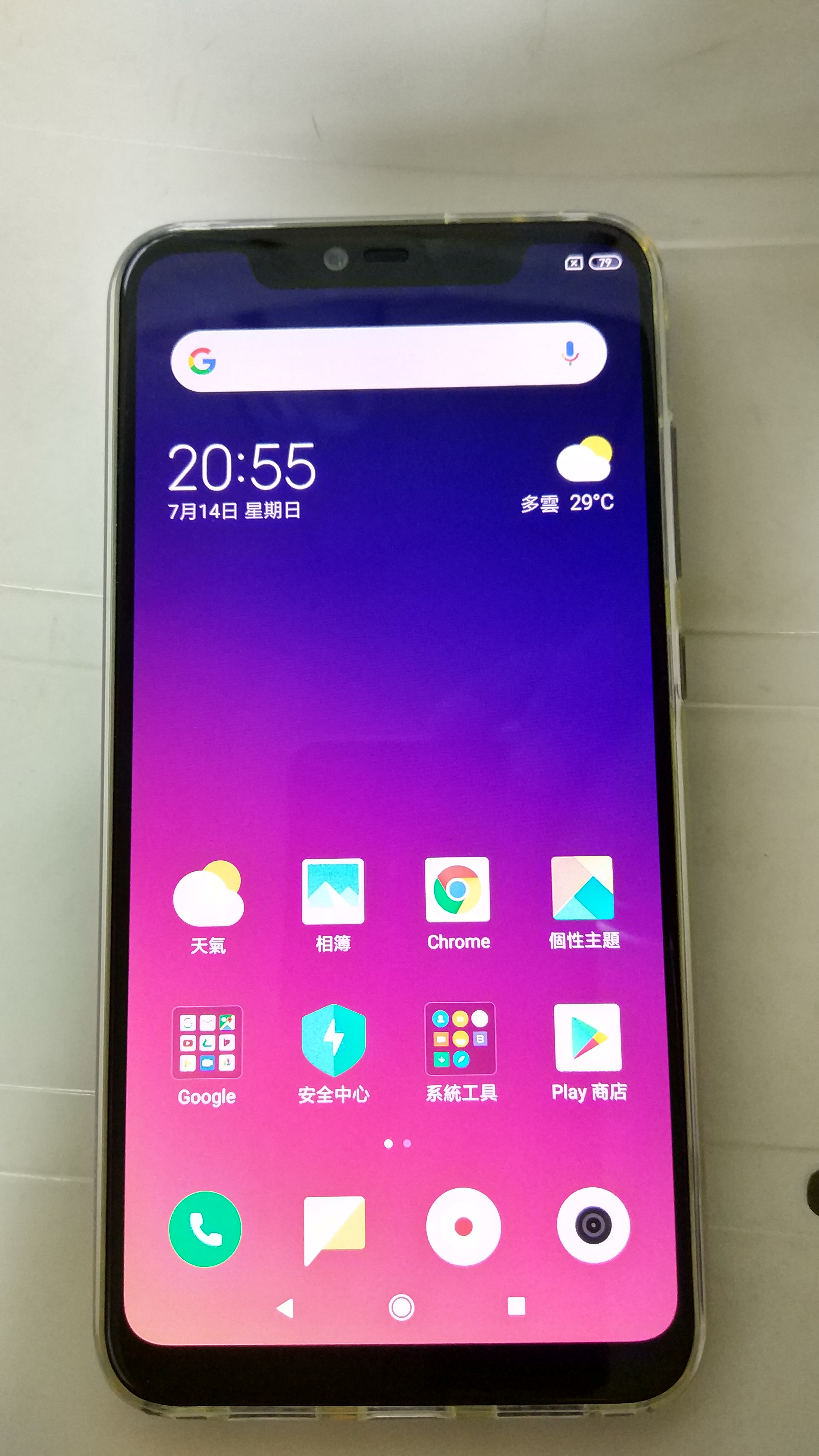
2018年推出的小米8。因采用了类似于iPhone X的正背面设计而引发广泛争议。但销量则相较前代大幅增加。

2015年1月15日，小米Note推出，起售价提升到2299元，64GB存储版本为2799元，而未在发布会上展示的顶配版本为3299元。有媒体发现，小米Note媒体机自带的说明书出现了“小米手机5”的字样，引发外界对于小米仓促改变产品定位，企图提高售价、追求产品溢价的质疑。本该在2015年夏季推出的新款数字系列旗舰没有发布。小米先后在2015年7月和2015年11月推出两款红米Note系列新品（红米Note 2、红米Note3），并在2015年9月推出了一款小米手机4的衍生机型小米手机4c。提升售价的小米Note迎来销量的滑铁卢，几次降价及竹制后盖版、女神版、全网通版的推出并未带来销量的明显提升。2015年，小米售出手机超过7000万台，与2014年的6112万台相比增速明显放缓。
2016年2月，小米手机4发布后近18个月，小米手机5发布，同时发布的还小米手机4S。小米手机5起步价保持在1999元，但主推版本均在2300元及以上。尽管小米表示其预约人数超过了1200万，但小米手机5搭载的骁龙820芯片并未明显改善在骁龙810开始的发热降频现象，小米手机数字系列的市场反响首次遭到重挫。有媒体批评小米手机5的升级“诚意不足”，且在发布后的3个月后即开始降价促销，重蹈了小米Note的覆辙。
5月，小米推出了第二个衍生产品线—小米Max，定位在1500~2000元人民币的价位段。小米Max虽列入小米手机序列，但核心配置及参数均与同年发布的红米Note 3全网通版相同。6.44英寸的屏幕尺寸使小米Max成为小米旗下屏幕最大的手机产品。
9月，小米推出了小米手机5s和小米手机5s Plus，作为小米手机5的衍生机型，起步价依然为1999元。虽然这两款机型分别搭载了大单像素面积的图像传感器以及双摄像头，但拍照体验不佳。且由于外观由玻璃改为金属、小米手机5s高配版的压感屏幕无法适配绝大多数第三方应用程序等原因，使得上半年发布且已经历降价的小米手机5重新受到欢迎，被网友调侃戏称为“小米5促销员”。10月，小米推出了其产品定位最高的手机产品小米MIX，起售价首次突破3000元。作为小米首款全面屏概念手机，小米MIX虽为小米的品牌形象提升做出了一定的贡献，但由于工艺难度大等原因长期处于缺货，并未扭转销量的颓势。同时发布的小米Note 2则由于采用了LG提供的素质一般的曲面OLED屏幕以及不突出的相机表现，并没有受到热捧。根据IHS的数据，2016年小米仅销售了5800万台手机，这是小米成立以来首次出现大幅下滑。
2017年2月，小米随小米5C的发布而首次公开了澎湃S1芯片。小米5C定价为1499元。4月，小米6发布，小米数字系列的起售价首次抬升至2500元档位。7月7日下午，小米公司举办了手机业务誓师大会。雷军发表公开信，公布第二季度手机出货量，为2316万台，环比增长70%，创造了小米手机季度出货量的新纪录。小米官方表示经过两年的调整，小米重新恢复高速增长。7月推出的小米5X和9月推出的小米Note 3则标志着小米手机的销售策略由专注于线上市场转为线上线下市场并重。2017年，配合红米产品线明星机型的较高销量，小米手机销量实现反弹，全年销售9240万台。但年度旗舰机型小米6自发售起就一直处于缺货状态，使得其成为小米至今销量最低的一代数字系列机型。

2018年，随着小米8系列的屏幕尺寸由5英寸提升至6英寸以上，小米取消了已连续迭代3年，并一直将大屏当作其主打卖点的小米Note系列，正式将研发重心向中大屏幕尺寸手机倾斜。但小米仍保留了一款6英寸以下的机型小米8 SE作为小屏市场的补充。12月，小米试图通过增加入门级机型小米Play的方式，弥补当年后半年红米手机系列停发导致的用户量流失，此举招致用户和媒体的一致批评。小米手机的全球销量虽在这一年达到了1.2亿台，但是小米这一年的产品几乎都在模仿iPhone X的背部设计，产品外观饱受吐槽。数据公司IDC认为，小米的2018年是品牌调整的一年。上半年，通过红米系列及小米8系列大批量出货的带动，小米延续了自2017年以来的增长态势，但品牌形象、用户群体也面临了一定程度的固化，产品线布局与长期盈利模式也亟需调整。下半年，上市后的小米进入调整阶段，出货量同比下滑，但也能够保持产品平均单价和出货金额的稳步提升。在10月完成全球出货1亿台之后，即进入了组织架构、产品线的重新梳理期。

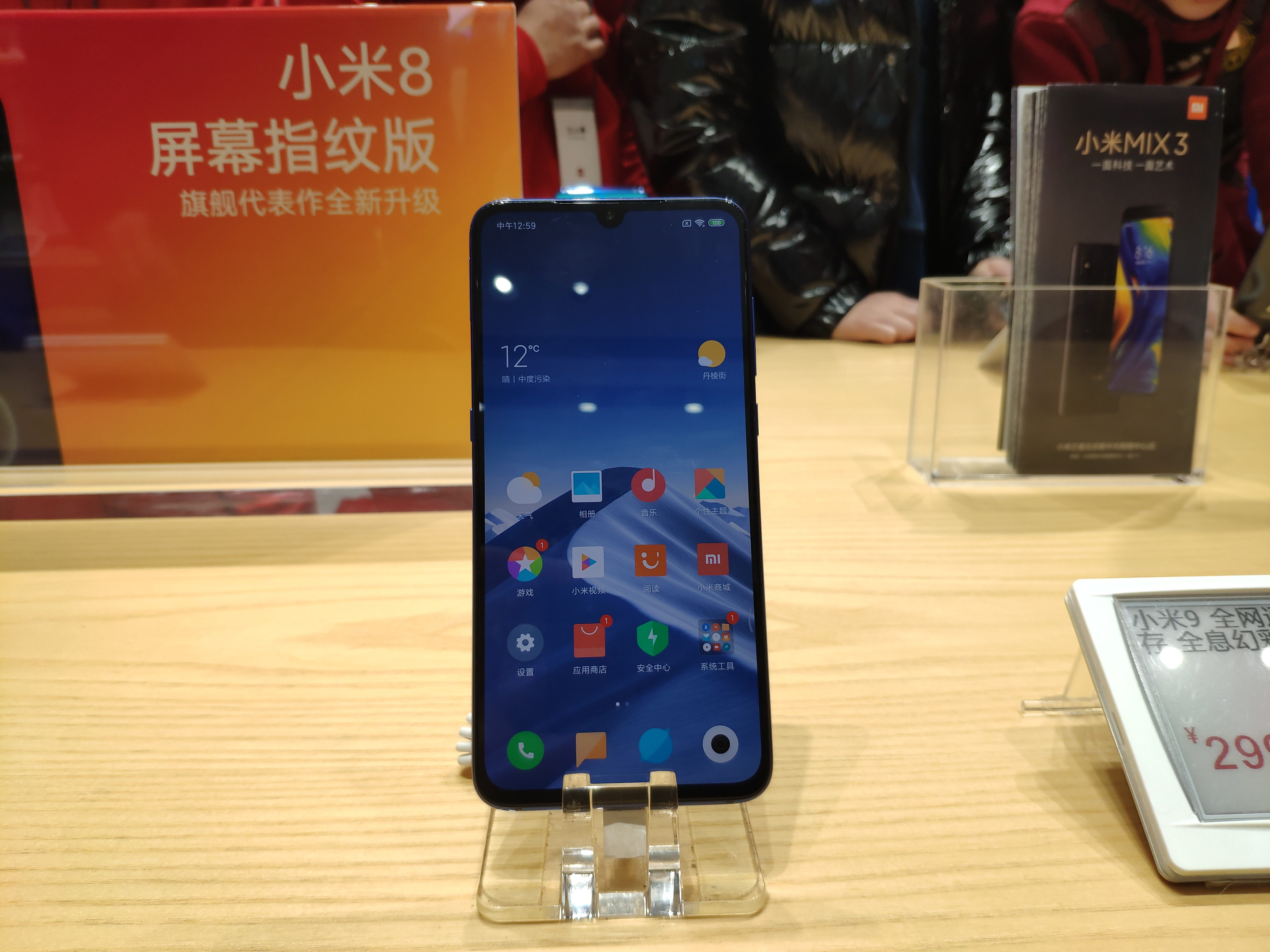
Redmi品牌宣布独立之后，小米首款数字系列旗舰小米9

2019年1月3日，小米公司宣布将红米手机从小米手机的产品线升级为独立子品牌Redmi，使小米成为小米集团旗下主打中高端的手机品牌，与三星、苹果和华为进行直接竞争。2月20日，小米发布了小米数字系列的第八代机型小米9及其小屏衍生版本小米9 SE。Redmi品牌独立后，小米品牌在2019年仅发布了小米9系列、小米CC9系列和小米MIX Alpha等共7款智能手机，放弃了以大屏长续航为产品定义的小米Max系列。这一年小米品牌的手机产品线乏善可陈，相对OPPO、vivo和华为等中国本土手机生产商推出的手机产品而言，各款手机产品的卖点也不够突出。小米9因电池仅有3300mAh而广受吐槽，小米CC9系列则因性能孱弱和定价偏高，并未得到多数线下市场消费者的喜爱，市场反应冷淡。小米手机的全球销量虽在这一年度因Redmi品牌独立和中国境外市场的强劲表现而达到了1.25亿台，但中国大陆市场的销量和市场占有率则在一连串的负面新闻及营销事故中节节败退。根据英国调研机构Canalys的数据，小米2019年在中国市场销售的手机仅3880万台，市场份额跌至10.5%。尽管如此，小米成功地使原有注重极致性价比的用户分流至Redmi，这也为2020年小米手机发力4000元以上的高端机型市场扫清了障碍。

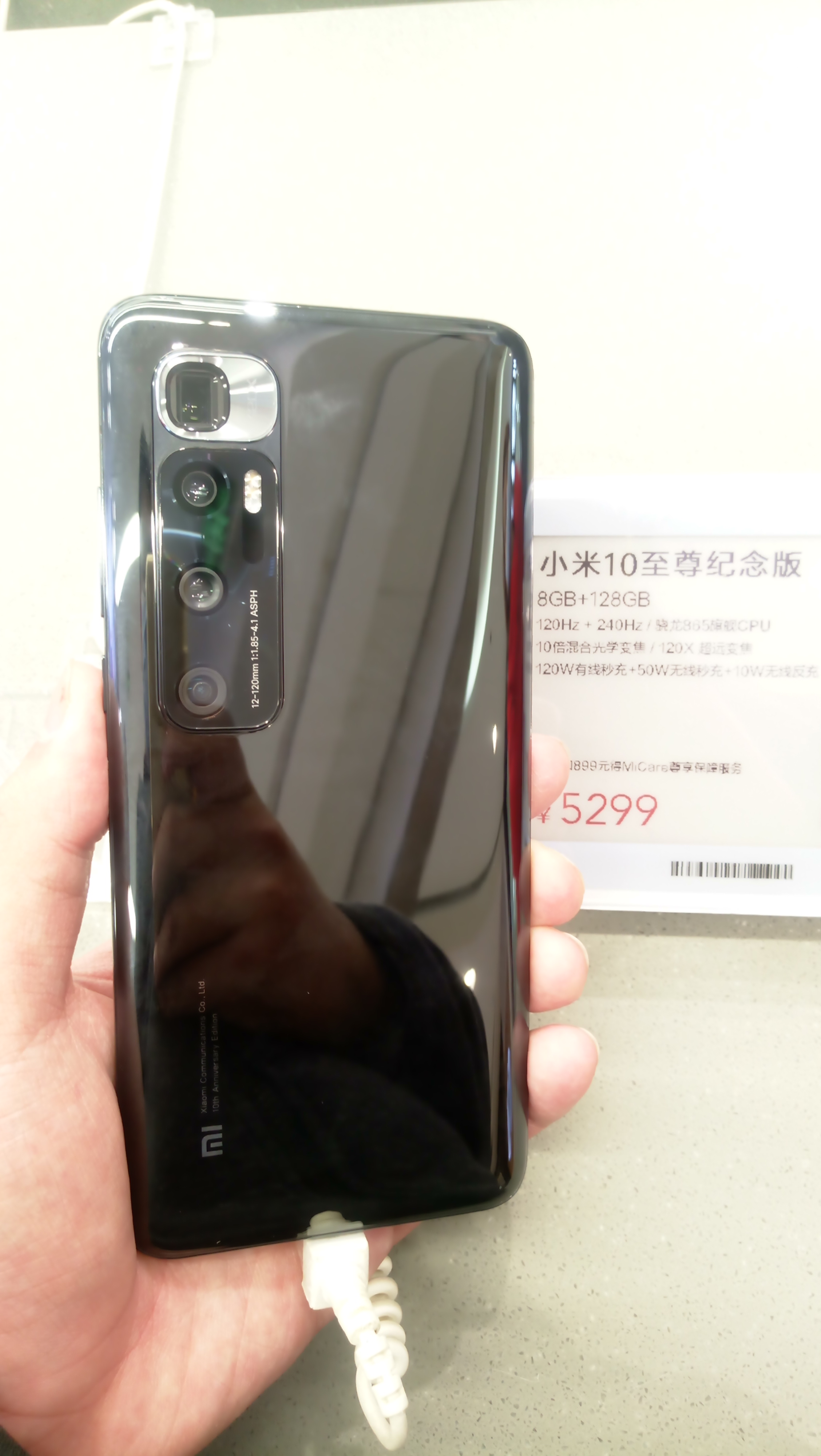
2020年8月发布的小米10至尊纪念版。该款手机一度成为小米品牌综合体验最为均衡的手机，同时也是发布时售价最高的小米数字系列机型。

2020年，由于2019冠状病毒病疫情以及2020年第一季度小米集团在中国市场的手机市占率跌至10%以下等不利因素影响，小米品牌的手机产品线进一步压缩，停发小米MIX和小米CC系列，并取消小米数字SE系列。在中国大陆市场仅保留小米10系列4款型号。同时，小米10系列的零售价格由小米9系列的最高4299元人民币提升至最高6999元人民币，并补足前代因性价比策略所导致的堆料取舍，企图重塑小米品牌手机的产品形象。小米10系列包含的4款机型拥有较强的产品力致使其接近退市依然畅销。12月28日，小米发布了2020年最后一款手机小米11。小米11成为首款搭载高通骁龙888芯片的智能手机，开售5分钟的销售额超过15亿元人民币。2020年，小米延续了在国际市场的良好表现，年度总销量达到了1.48亿台。而由于小米在这一年度主攻5G手机、布局一系列中高端产品，小米品牌在中国大陆市场销量达3900万台，市场份额小幅提升至12%，销售均价也得到了较大的提升。
2021年，受全球集成电路芯片短缺影响，于2021年1月1日正式开售的小米11缺货。为缓解缺货对小米系列手机产品线的影响，小米集团重启了小米10产线，并于3月10日发布了小米10的增强改进版本小米10S。3月29日及30日，3款小米11系列新机型推出，并发布了小米MIX Fold。小米MIX Fold发布后，小米智能手机产品最高售价提高至12999元人民币。小米11系列高阶版本的发布以及小米MIX系列的复出标志着小米正式进军万元级消费市场。但随后小米11系列出现的WiFi故障事件、MIUI 12.5的稳定性争议以及小米社区因内测招募机制调整导致的一系列混乱事件使得小米在线上舆论的口碑再次出现下滑。8月10日，小米MIX 4发布，这是小米旗下首款量产隐藏式屏下相机机型。9月27日发布的小米Civi接替了被停发的小米CC系列，成为小米首款为以女性用户为主的线下市场而推出的小米手机。12月28日，小米12系列发布，其中标准款的小米12以及小米12X两款机型采用了较小尺寸的机身，标志着小米开始重新聚焦小尺寸、较小屏幕的智能手机。小米12 Pro则搭载了小米首款自研的电源管理IC——松果澎湃P1，此款芯片也成为小米旗下第三款自研芯片。2021年，凭借5G机型的大面积铺开以及稳健的产品布局，小米手机全球销量达到了1.9亿台，市场占有率上升至14%，而在中国市场，小米手机的年度总销量达到了5110万台，市场占有率上升至15.5%，均较上一年度有较大幅度增长。

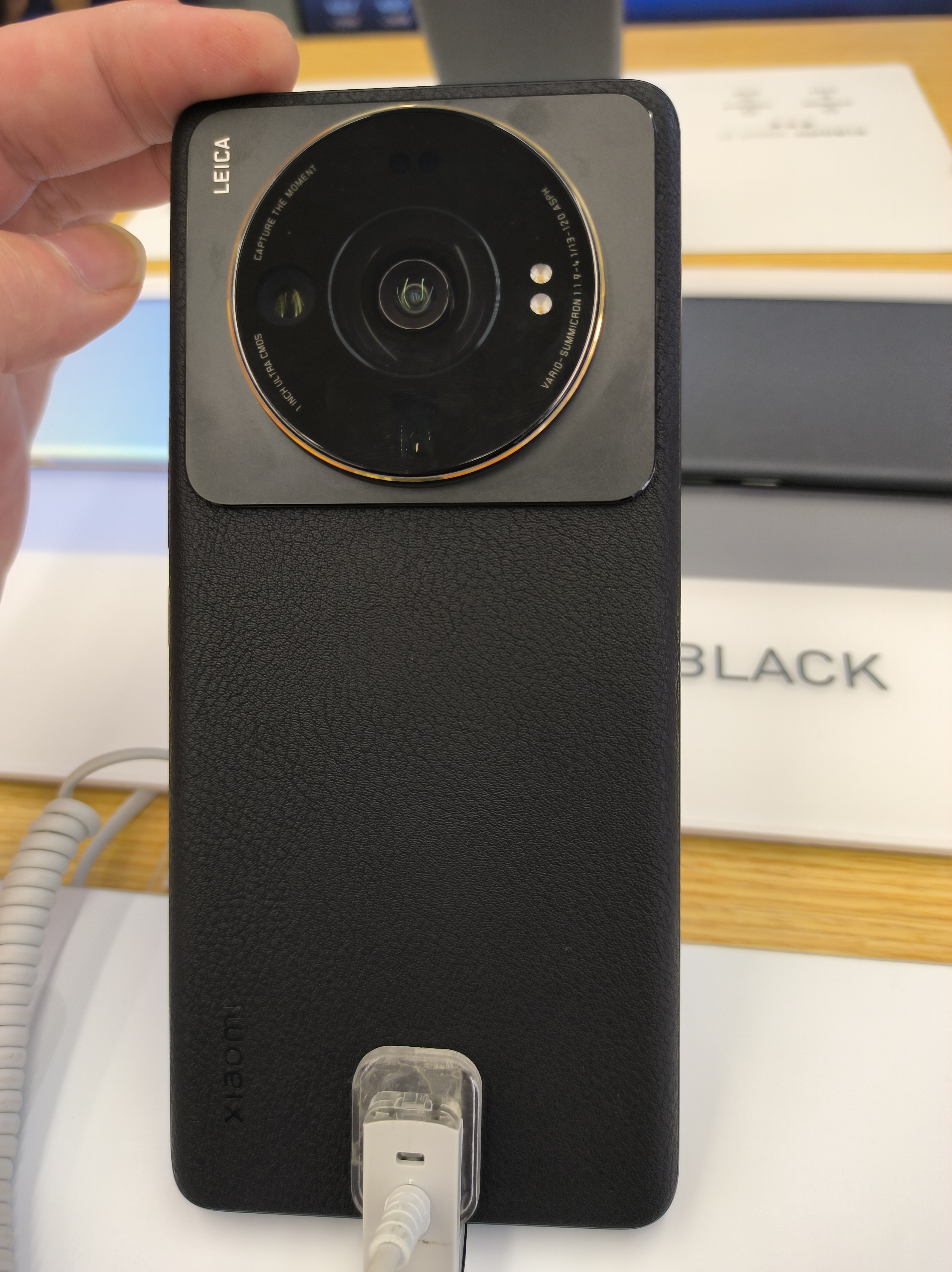
小米12S Ultra搭載與徠卡聯合的影像鏡頭

2022年，由于高通新款旗舰级处理器再次发生能效低、发热量巨大的缺陷，小米在发布小米12系列后仅在4月发布了小米Civi的换芯版本。直至7月4日，小米才推出搭载经性能改进后的骁龙旗舰芯片的小米12S系列。小米12S系列全系搭载了与相机品牌徕卡联合调试的影像系统，这也是小米首次与相机品牌合作。与小米12S系列同场发布的还有小米12 Pro天玑版，这是小米品牌首次在中国大陆市场发布搭载联发科芯片的数字系列手机。8月11日，小米MIX Fold 2发布，对外观、屏幕、影像及性能等多方面进行了较大改进，这也是小米品牌首款支持1TB内置存储容量的智能手机。同月，小米11系列停产退市。小米未经消费者同意单方面修改售后政策，导致再因小米11系列爆发品牌信任危机。9月27日，Civi产品线迎来首次迭代，Civi 2根据线下女性用户的反馈，将设计重点聚焦在自拍和外观设计，同时舍弃了前代所具备的机身质感和影音体验。12月，小米13系列发布，13替换为直屏，13 Pro则继续维持原有屏幕尺寸，两款机型均采用了第二代骁龙8芯片，并预装了MIUI 14，企图继续冲击高端手机市场。2022年，受2019冠状病毒病奥密克戎毒株在中国大陆扩散对经济的冲击以及随之而来的失业潮、国民换机意愿普遍降低、小米集团缺少产品力稳健的中高端产品以及小米11大规模故障事件导致的一系列负面舆论等因素影响，小米手机年度总销量由前一年度的5110万台再次大幅下滑至3860万台，回退至2019年的水平，市占率为13%。在全球市场，小米集团的手机出货量由1.91亿台降至1.53亿台，市场份额降至12.7%。
2023年，小米13 Ultra、小米Civi 3先后推出，主打拍摄体验，得到了市场的认可。8月14日，小米MIX Fold 3发布，这是小米首款搭载潜望式长焦传感器的折叠屏手机，实现了近似于小米13 Ultra的拍摄体验。

## 产品分类
小米手机最初仅发布小米数字系列并进行迭代，自2015年开始，小米先后根据不同市场和人群推出了多个机型系列及衍生版本，并不断根据用户意见及市场反馈做出调整，覆盖了中高端各价位段。在中国大陆市场，数字系列覆盖主流消费人群，MIX系列覆盖高收入及商务人群。
2021年起，小米在包装、宣发等各渠道取消各款机型名称前“小米”二字，改为英文“XIAOMI”、“Xiaomi”。
- 小米数字系列：以“‘小米(手机)’+数字”命名[註 1]的旗舰机型系列，是小米品牌的主力机型系列，一般一年迭代一次。2018年，小米跳过了“小米7”的代号，将数字系列第7代机型命名为“小米8”。此系列主要搭载高通骁龙的旗舰处理器。小米数字系列的后续增强机型常在命名中的数字后加上S，意为“超级”（Super），一般在正代机型发布后的半年至一年内发布；自小米9起，小米数字系列中另增加了带有Pro或Ultra后缀的高阶机型。
另外，小米数字系列还包含了数个衍生版本，与数字系列正代机型无直接关系：
  - 小米数字青春版／数字A系列：以「『小米』+数字+『青春版』（或『A』）」命名的中高端衍生机型（A为Adolescent的首字母，意为“青春版”）。小米数字青春版最初属于内存减配版本，自小米2A起改为独立设计的机型序列，其保留了部分正代旗舰机型搭载的功能，同时对基本性能参数进行了一定阉割，有些机型还添加了部分正代旗舰机型所不具有的功能。小米2A发布以后，新的红米手机系列被小米定义为“小米手机的青春版”，数字A系列一度消失。直至2018年小米8青春版的发布才重新出现。2019年因小米CC系列推出而暂停。2020年再次复出，2020年与2021年推出了两代青春版机型。2022年2月25日，小米Civi系列产品经理胡馨心在微博与网友交流中表示，小米数字青春版系列不会再有新款迭代产品[30]，其产品定位由小米Civi系列覆盖。
  - 小米数字i系列：以「『小米』+数字+『i』」命名的衍生机型（i为International或India的首字母，意为国际版或印度版），是2015年4月小米针对以印度为首的海外市场推出的机型序列，第一款机型小米4i发布后多年没有更新，直至2021年初小米10i发布。
  - 小米数字c系列：以「『小米』+数字+『c』」命名的衍生机型（c为China的首字母，意为“中国版”），是2015年9月小米在中国大陆推出的机型序列，与小米数字i系列形成对应关系。首款机型小米4c将小米4i上搭载的芯片高通骁龙615升级为骁龙808，定位为次旗舰；第二款机型小米5c定位为试验机型，采用自家芯片「松果澎湃S1」，将此系列定位改为搭载自研芯片的序列。之后芯片研发没有新的阶段性成果，所以目前没有后续新款。
  - 小米数字X系列：以「『小米』+数字+『X』」命名的衍生机型（X为汉语拼音xin'ling'shou的首字母，意为“新零售”），原为2017年起小米配合其扩展线下实体店市场战略而增设的机型序列，主要目标顾客为女性用户群体，试图和OPPO、vivo以及华为Nova系列相竞争。2019年小米与美图签订战略合作协议后，将小米数字X系列与小米数字青春版系列整合，升级为独立的小米CC系列。2021年，这一系列名称随小米11X系列的海外发布而重新启用，转为面向印度市场销售的旗舰机型系列，与小米数字T系列、数字i系列定位相同。2021年末，X后缀在小米12X这一机型上重新采用，自小米13系列开始，这一后缀再次被搁置。
  - 小米数字Lite系列：以「『小米』+数字+『Lite』」命名的中高端衍生机型（Lite意为“简配版”），是2018年小米在海外市场推出的机型序列，对应在中国大陆市场推出的小米中端机型。
  - 小米数字SE系列：以「『小米』+数字+『SE』」命名的中高端衍生机型（SE由单词Small Edition中，各个英文单词的首字母组合而成，意为“小屏版”），是2018年小米推出的小屏机型序列。在小米8发布之前，小米数字系列的屏幕尺寸一直维持在5英寸（对角线）左右，但小米8的屏幕则增長至6.21英寸。为照顾部分习惯小屏机型的用户的使用习惯，小米自小米8开始增设数字系列的小屏衍生版本。2019年推出小米9 SE之后，小米手机系统软件部总监张国全表示，由于小屏手机需求用户的急剧减少，此序列将不会再推出后续机型。自此，该序列仅推出了小米8 SE和小米9 SE两款机型，虽然在2021年底小米再次推出了机身尺寸较小的小米12系列机型，但并未启用SE这一衍生型号。
  - 小米数字T系列：以「『小米』+数字+『T』」命名的旗舰衍生机型，是2019年小米在海外市场推出的次旗舰机型系列。初代（小米9T）系列机型为Redmi K20系列的海外市场机型，自第二代（小米10T）起在海外市场首发，部分机型经变更部分元器件后引入中国大陆市场，列入Redmi品牌旗下。
- 小米Note系列：以「『小米』+『Note』+数字」命名的机型系列。初代小米Note将其设定为小米4的大屏版本，并采用全新设计试图冲击中高端，小米Note 2经目标顾客调整后改为针对商务市场打造的旗舰机型，小米Note 3则因与小米MIX产生定位冲突，改为针对线下市场的机型，随即在2018年由于全面屏机型小米8的发布而暂停更新。作为小米手机试探高价位的试验性机型系列，小米Note的市场反响一直劣于小米数字系列机型。小米集团董事长雷军在2019年于微博指出，小米並不會在该年推出本系列的新款手机。但随后小米CC9 Pro的海外版本为减少用户学习成本，仍然使用了小米Note系列的产品命名（小米Note 10系列）。
- 小米Max系列：以「『小米』+『Max』+数字」命名的中端机型系列。是尺寸介乎于平板电脑与智能手机之间的“平板手机”，特点为大屏幕及大电池容量。由于自2019年开始手机行业均开始向全面屏的方向发展，保留Max系列已无必要，2019年12月Redmi品牌总经理卢伟冰在回复微博网友评论时则直接表示，未来不会再推出Max系列手机[31]。小米Max系列停发后，小米于2020年起发布了一系列电池容量不小于4500毫安时的智能手机机型，满足了对电池续航有较高要求的用户的需求。
- 小米MIX系列：以「『小米』+『MIX』+数字」命名的旗舰机型系列。小米MIX系列被小米赋予“探索黑科技”以及提高小米品牌形象的使命，包含MIX数字、MIX Fold和MIX Flip三个产品线。其中数字系列均搭载陶瓷机身以及较大尺寸的显示屏，Fold系列采用大折叠屏形态，Flip系列采用小折叠屏形态。初代小米MIX定位为汇集最新可行研发科技的概念机型，之后的迭代产品定位为量产的高端旗舰机型。而隶属于此系列的概念机型小米MIX Alpha是目前小米系列手机中定价最高的机型，达到了19999元人民币。
- 小米A系列：以「『小米』+『A』+数字」命名的中端机型系列（A意为Android One计划），是2017年在欧洲及东南亚等部分海外市场推出的机型系列，此系列搭载原生Android系统，为小米数字X系列及后续的小米CC系列的国际市场版本。2020年随着小米退出Android One计划，该系列产品线宣告结束[32][33]。
- 小米Play系列：以「『小米』+『Play』」命名的入门机型。小米Play的推出意在弥补小米2018年度因红米手机系列的停发而在入门级价位产生的真空，并以附送不限量手机流量的SIM卡作为宣传卖点，使用了联发科曦力P35处理器。由于该款产品的市场反应不佳，加之受到Redmi独立运作后推出的机型影响，此系列已事实上被架空。
- 小米CC／Civi系列：以「『小米』+『CC』（或『Civi』）+数字」命名的中高端机型系列（CC意为Camera+Camera，即“前后双旗舰相机”），于2019年推出，以数字9为初代。该系列由小米数字X系列和小米数字青春版系列整合而成，以良好的拍照体验为主要卖点，并与美图合作，首次引入“AI美学实验室”功能，成为以年轻人（尤其是女性用户）为目标顾客的手机系列。由于销量及口碑欠佳，该系列仅发布初代共3款机型后暂停更新[34]，其市场定位重新被小米数字系列青春版代替。在美图与小米解约后，2021年9月22日，小米宣布将小米CC系列更名为小米Civi系列[35]，Civi有该系列时任产品经理的名字魏思琪（Cici魏）之意。

## 产品列表
以下是小米自2011年8月16日发布第一款小米手机以來发布的所有手机（不含红米／Redmi以及POCO品牌）机型列表，按照产品迭代和发布时间排序。
需要注意的是：
1. 小米手机在2018年为纪念小米成立8周年而跳过了第7代的发布，故小米数字系列中不存在小米7，也不存在小米7的同代衍生机型。
2. “版本”列标示各款机型提供的所有销售版本，包含网络定制版本、材质及工艺定制版本、功能版本等。所列版本可能与实机包装盒标签上所标注的版本有所不同，均以包装盒标签为准。
3. “屏幕规格”列标示各款机型采用的屏幕尺寸、屏幕分辨率以及材质等参数。如该机型为传统16:9比例显示屏，表格内将不再另行标注屏幕比例，反之则在屏幕尺寸后另行附注屏幕比例。
4. 小米Note 2、小米MIX系列及自2018年起发布的各款小米手机的后置镜头均支持EIS电子防抖。部分机型另支持OIS光学防抖，详见“相机参数”栏。
5. “机身”列标示各款机型采用的机身材质，均不包含屏幕材质。标注为“全金属一体化机身”的机型采用一次冲压成型的铝合金后盖，天线溢出条带部分采用聚碳酸酯塑料注塑填充；标注为“全金属非一体化机身”的机型采用一次冲压成型的铝合金后盖，但上下天线部分采用聚碳酸酯塑料或玻璃，通过粘贴方式与机身相连；标注为“三段式金属机身”的机型采用一次冲压成型的铝合金后盖，但后盖上下部分及后盖主体框架为聚碳酸酯塑料，通过卡扣的方式使塑料部分与金属部分相连。此外，本列标识的“中框”特指机身侧边的外框，不包含内部的金属结构件。
6. 自2013年9月发布的小米3开始，小米手机均不再支持可自行更换的电池和后盖，如需更换需申请售后服务。
7. AI人脸识别功能在部分机型的出厂预置系统中可能未予搭载，需升级至最新系统固件后方可使用。指纹识别、AI人脸识别功能均需在设置锁定密码（PIN）后才可启用。部分机型在与小米手环绑定后，可采用小米手环进行解锁。
8. “售价”列的销售价格为发售时的标价，如无特别标示，均为人民币。
9. 在中国大陆地区以外发布和销售的智能手机产品详见“国际市场机型”。

### 小米数字系列
以下为小米数字系列（含青春版系列以及其它带有字母后缀的衍生机型）的机型列表，按照产品迭代和发布时间排序。
| 型号            | 版本                 | 发布日期   | SoC型号                             | 屏幕规格                                            | 存储                            | 相机参数                                                                                                  | 机身                                                                             | 安全识别                          | 售价                                                                             | 参考资料             |
| --------------- | -------------------- | ---------- | ----------------------------------- | --------------------------------------------------- | ------------------------------- | --- | -------------------------------------------------------------------------------- | --------------------------------- | -------------------------------------------------------------------------------- | -------------------- |
| 小米手机        | 标准版               | 2011-08-16 | 高通骁龙S3 （MSM8260）              | 4.0英寸 854*480分辨率 LCD屏                         | 1GB RAM 4GB ROM                 | 800万像素后置镜头                                                                                         | 一体式聚碳酸酯塑料机身                                                           | PIN                               | 1999                                                                             | [ 36 ]               |
| 小米手机        | 电信版               | 2012-02-08 | 高通骁龙S3 （MSM8660）              | 4.0英寸 854*480分辨率 LCD屏                         | 1GB RAM 4GB ROM                 | 800万像素后置镜头                                                                                         | 一体式聚碳酸酯塑料机身                                                           | PIN                               | 1999                                                                             | [ 37 ] [ 38 ]        |
| 小米手机        | 青春版               | 2012-05-15 | 高通骁龙S3 （MSM8260） （2*1.2GHz） | 4.0英寸 854*480分辨率 LCD屏                         | 768MB RAM 4GB ROM               | 800万像素后置镜头                                                                                         | 一体式抛光塑料机身                                                               | PIN                               | 1499                                                                             | [ 39 ]               |
| 小米手机1S      | 标准版               | 2012-08-16 | 高通骁龙S3 （MSM8260） （2*1.7GHz） | 4.0英寸 854*480分辨率 LCD屏                         | 1GB RAM 4GB ROM                 | 200万像素前置镜头 800万像素后置镜头                                                                       | 一体式抛光塑料机身                                                               | PIN                               | 1499                                                                             | [ 40 ]               |
| 小米手机1S      | 青春版               | 2012-10-19 | 高通骁龙S3 （MSM8260） （2*1.5GHz） | 4.0英寸 854*480分辨率 LCD屏                         | 1GB RAM 4GB ROM                 | 200万像素前置镜头 800万像素后置镜头                                                                       | 一体式抛光塑料机身                                                               | PIN                               | 1299                                                                             | [ 41 ]               |
| 小米手机2       | 标准版               | 2012-08-16 | 高通骁龙S4 Pro （APQ8064）          | 4.3英寸 1280*720分辨率 LCD屏                        | 2GB RAM 16GB ROM                | 200万像素前置镜头 800万像素后置镜头                                                                       | 一体式抛光塑料机身                                                               | PIN                               | 1999                                                                             | [ 42 ]               |
| 小米手机2       | 标准版               | 2012-09-08 | 高通骁龙S4 Pro （APQ8064）          | 4.3英寸 1280*720分辨率 LCD屏                        | 2GB RAM 32GB ROM                | 200万像素前置镜头 800万像素后置镜头                                                                       | 一体式抛光塑料机身                                                               | PIN                               | 2299                                                                             | [ 43 ] [ 44 ]        |
| 小米手机2       | 电信版               | 2013-01-21 | 高通骁龙S4 Pro （APQ8064）          | 4.3英寸 1280*720分辨率 LCD屏                        | 2GB RAM 16GB ROM                | 200万像素前置镜头 800万像素后置镜头                                                                       | 一体式抛光塑料机身                                                               | PIN                               | 1999                                                                             | [ 45 ]               |
| 小米手机2S      | 标准版               | 2013-04-09 | 高通骁龙600 （APQ8064T）            | 4.3英寸 1280*720分辨率 LCD屏                        | 2GB RAM 16/32GB ROM             | 200万像素前置镜头 800万像素后置镜头 （32GB版本为1300万像素后置镜头）                                      | 一体式抛光塑料机身                                                               | PIN                               | 1999（2GB/16GB） 2299（2GB/32GB）                                                | [ 46 ]               |
| 小米手机2S      | 电信版               | 2013-04-09 | 高通骁龙600 （APQ8064T）            | 4.3英寸 1280*720分辨率 LCD屏                        | 2GB RAM 16/32GB ROM             | 200万像素前置镜头 800万像素后置镜头 （32GB版本为1300万像素后置镜头）                                      | 一体式抛光塑料机身                                                               | PIN                               | 1999（2GB/16GB） 2299（2GB/32GB）                                                | [ 46 ]               |
| 小米手机2A      | 标准版               | 2013-04-09 | 高通骁龙S4 Pro （MSM8260A Pro）     | 4.5英寸 1280*720分辨率 LCD屏                        | 1GB RAM 16GB ROM                | 200万像素前置镜头 800万像素后置镜头                                                                       | 一体式抛光塑料机身                                                               | PIN                               | 1499                                                                             | [ 47 ]               |
| 小米手机3       | 移动版               | 2013-09-05 | 英伟达图睿4 （T114）                | 5.0英寸 1920*1080分辨率 LCD屏                       | 2GB RAM 16/64GB ROM             | 200万像素前置镜头 1300万像素后置镜头                                                                      | 一体式磨砂塑料机身                                                               | PIN                               | 1999（2GB/16GB） 2499（2GB/64GB）                                                | [ 48 ] [ 49 ] [ 50 ] |
| 小米手机3       | 联通版               | 2013-09-05 | 高通骁龙800 （MSM8274AB）           | 5.0英寸 1920*1080分辨率 LCD屏                       | 2GB RAM 16GB ROM                | 200万像素前置镜头 1300万像素后置镜头                                                                      | 一体式磨砂塑料机身                                                               | PIN                               | 1999                                                                             | [ 48 ] [ 49 ] [ 50 ] |
| 小米手机3       | 电信版               | 2013-09-05 | 高通骁龙801 （MSM8674AB v3）        | 5.0英寸 1920*1080分辨率 LCD屏                       | 2GB RAM 16GB ROM                | 200万像素前置镜头 1300万像素后置镜头                                                                      | 一体式磨砂塑料机身                                                               | PIN                               | 1999                                                                             | [ 48 ] [ 49 ] [ 50 ] |
| 小米手机4       | 联通版（3G）         | 2014-07-22 | 高通骁龙801 （MSM8274AC v3）        | 5.0英寸 1920*1080分辨率 LCD屏                       | 3GB RAM 16/64GB ROM             | 800万像素前置镜头 1300万像素后置镜头                                                                      | 聚碳酸酯塑料后盖 不锈钢金属中框                                                  | PIN                               | 1999（3GB/16GB） 2499（3GB/64GB）                                                | [ 51 ] [ 52 ]        |
| 小米手机4       | 电信版（3G）         | 2014-07-22 | 高通骁龙801 （MSM8674AC）           | 5.0英寸 1920*1080分辨率 LCD屏                       | 3GB RAM 16/64GB ROM             | 800万像素前置镜头 1300万像素后置镜头                                                                      | 聚碳酸酯塑料后盖 不锈钢金属中框                                                  | PIN                               | 1999（3GB/16GB） 2499（3GB/64GB）                                                | [ 51 ] [ 52 ]        |
| 小米手机4       | 移动版（4G）         | 2014-07-22 | 高通骁龙801 （MSM8974AC v3）        | 5.0英寸 1920*1080分辨率 LCD屏                       | 3GB RAM 16/64GB ROM             | 800万像素前置镜头 1300万像素后置镜头                                                                      | 聚碳酸酯塑料后盖 不锈钢金属中框                                                  | PIN                               | 1999（3GB/16GB） 2499（3GB/64GB）                                                | [ 53 ]               |
| 小米手机4       | 移动版（4G）         | 2014-11-02 | 高通骁龙801 （MSM8974AC v3）        | 5.0英寸 1920*1080分辨率 LCD屏                       | 2GB RAM 16GB ROM                | 800万像素前置镜头 1300万像素后置镜头                                                                      | 聚碳酸酯塑料后盖 不锈钢金属中框                                                  | PIN                               | 1799                                                                             | [ 54 ] [ 55 ]        |
| 小米手机4       | 移动版（4G）         | 2015-07-01 | 高通骁龙801 （MSM8974AC v3）        | 5.0英寸 1920*1080分辨率 LCD屏                       | 2GB RAM 32GB ROM                | 800万像素前置镜头 1300万像素后置镜头                                                                      | 聚碳酸酯塑料后盖 不锈钢金属中框                                                  | PIN                               | 1699                                                                             | [ 56 ]               |
| 小米手机4       | 联通版（4G）         | 2014-09-09 | 高通骁龙801 （MSM8974AC v3）        | 5.0英寸 1920*1080分辨率 LCD屏                       | 3GB RAM 16/64GB ROM             | 800万像素前置镜头 1300万像素后置镜头                                                                      | 聚碳酸酯塑料后盖 不锈钢金属中框                                                  | PIN                               | 1999（3GB/16GB） 2499（3GB/64GB）                                                | [ 57 ]               |
| 小米手机4       | 电信版（4G）         | 2015-01-21 | 高通骁龙801 （MSM8974AC v3）        | 5.0英寸 1920*1080分辨率 LCD屏                       | 3GB RAM 16/64GB ROM             | 800万像素前置镜头 1300万像素后置镜头                                                                      | 聚碳酸酯塑料后盖 不锈钢金属中框                                                  | PIN                               | 1999（3GB/16GB） 2499（3GB/64GB）                                                | [ 58 ]               |
| 小米手机4c      | 标准版               | 2015-09-22 | 高通骁龙808 （MSM8992）             | 5.0英寸 1920*1080分辨率 LCD屏                       | 2GB RAM 16GB ROM                | 500万像素前置镜头 1300万像素后置镜头                                                                      | 一体式哑光塑料机身                                                               | PIN                               | 1299                                                                             | [ 59 ]               |
| 小米手机4c      | 高配版               | 2015-09-22 | 高通骁龙808 （MSM8992）             | 5.0英寸 1920*1080分辨率 LCD屏                       | 3GB RAM 32GB ROM                | 500万像素前置镜头 1300万像素后置镜头                                                                      | 一体式哑光塑料机身                                                               | PIN                               | 1499                                                                             | [ 59 ]               |
| 小米手机4S      | 标准版               | 2016-02-24 | 高通骁龙808 （MSM8992）             | 5.0英寸 1920*1080分辨率 LCD屏                       | 3GB RAM 64GB ROM                | 500万像素前置镜头 1300万像素后置镜头                                                                      | 玻璃后盖 铝合金中框                                                              | PIN 后置指纹识别                  | 1699                                                                             | [ 60 ]               |
| 小米手机5       | 标准版               | 2016-02-24 | 高通驍龍820 （MSM8996 Lite）        | 5.15英寸 1920*1080分辨率 LCD屏                      | 3GB RAM 32GB ROM                | 400万像素前置镜头 1600万像素后置镜头 后置镜头支持OIS光学防抖                                              | 玻璃后盖 铝合金中框                                                              | PIN 前置指纹识别                  | 1999                                                                             | [ 61 ] [ 62 ]        |
| 小米手机5       | 高配版               | 2016-02-24 | 高通驍龍820 （MSM8996）             | 5.15英寸 1920*1080分辨率 LCD屏                      | 3GB RAM 64GB ROM                | 400万像素前置镜头 1600万像素后置镜头 后置镜头支持OIS光学防抖                                              | 玻璃后盖 铝合金中框                                                              | PIN 前置指纹识别                  | 2299                                                                             | [ 61 ] [ 62 ]        |
| 小米手机5       | 陶瓷尊享版           | 2016-02-24 | 高通驍龍820 （MSM8996）             | 5.15英寸 1920*1080分辨率 LCD屏                      | 4GB RAM 128GB ROM               | 400万像素前置镜头 1600万像素后置镜头 后置镜头支持OIS光学防抖                                              | 陶瓷后盖 铝合金中框                                                              | PIN 前置指纹识别                  | 2699                                                                             | [ 61 ] [ 62 ]        |
| 小米手机5       | 玻璃尊享版           | 2016-04-26 | 高通驍龍820 （MSM8996）             | 5.15英寸 1920*1080分辨率 LCD屏                      | 4GB RAM 128GB ROM               | 400万像素前置镜头 1600万像素后置镜头 后置镜头支持OIS光学防抖                                              | 玻璃后盖 铝合金中框                                                              | PIN 前置指纹识别                  | 2599                                                                             | [ 63 ]               |
| 小米手机5s      | 标准版               | 2016-09-27 | 高通骁龙821 （MSM8996 Pro-AB）      | 5.15英寸 1920*1080分辨率 LCD屏                      | 3GB RAM 64/128GB ROM            | 400万像素前置镜头 1200万像素后置镜头                                                                      | 全金属一体化机身                                                                 | PIN 前置指纹识别                  | 1999（3GB/64GB） 2299（4GB/128GB）                                               | [ 64 ]               |
| 小米手机5s      | 特供版               | 2016-11-08 | 高通骁龙821 （MSM8996 Pro-AB）      | 5.15英寸 1920*1080分辨率 LCD屏                      | 4GB RAM 32GB ROM                | 400万像素前置镜头 1200万像素后置镜头                                                                      | 全金属一体化机身                                                                 | PIN 前置指纹识别                  | 1899                                                                             | [ 65 ]               |
| 小米手机5s Plus | 标准版               | 2016-09-27 | 高通骁龙821 （MSM8996 Pro-AC）      | 5.7英寸 1920*1080分辨率 LCD屏                       | 4GB RAM 64GB ROM                | 400万像素前置镜头 1300万+1300万像素后置双摄镜头                                                           | 全金属非一体化机身                                                               | PIN 后置指纹识别                  | 2299                                                                             | [ 66 ]               |
| 小米手机5s Plus | 高配版               | 2016-09-27 | 高通骁龙821 （MSM8996 Pro-AC）      | 5.7英寸 1920*1080分辨率 LCD屏                       | 6GB RAM 128GB ROM               | 400万像素前置镜头 1300万+1300万像素后置双摄镜头                                                           | 全金属非一体化机身                                                               | PIN 后置指纹识别                  | 2599                                                                             | [ 66 ]               |
| 小米5c          | 标准版               | 2017-02-28 | 松果澎湃S1 （V670）                 | 5.15英寸 1920*1080分辨率 LCD屏                      | 3GB RAM 64GB ROM                | 800万像素前置镜头 1200万像素后置镜头                                                                      | 全金属非一体化机身                                                               | PIN 前置指纹识别                  | 1499                                                                             | [ 67 ]               |
| 小米5X          | 标准版               | 2017-07-26 | 高通骁龙625 （MSM8953）             | 5.5英寸 1920*1080分辨率 LCD屏                       | 4GB RAM 64GB ROM                | 500万像素前置镜头 1200万+1200万像素后置双摄镜头                                                           | 全金属一体化机身                                                                 | PIN 后置指纹识别 AI人脸识别       | 1499                                                                             | [ 68 ]               |
| 小米5X          | 标准版               | 2017-08-10 | 高通骁龙625 （MSM8953）             | 5.5英寸 1920*1080分辨率 LCD屏                       | 4GB RAM 32GB ROM                | 500万像素前置镜头 1200万+1200万像素后置双摄镜头                                                           | 全金属一体化机身                                                                 | PIN 后置指纹识别 AI人脸识别       | 1299                                                                             | [ 69 ]               |
| 小米6           | 标准版               | 2017-04-19 | 高通骁龙835 （MSM8998）             | 5.15英寸 1920*1080分辨率 LCD曲面屏                  | 6GB RAM 64/128GB ROM            | 800万像素前置镜头 1200万+1200万像素后置双摄镜头 后置广角镜头支持OIS光学防抖                               | 玻璃后盖 不锈钢金属中框                                                          | PIN 前置指纹识别 AI人脸识别       | 2499（6GB/64GB） 2899（6GB/128GB）                                               | [ 70 ]               |
| 小米6           | 标准版               | 2017-11-07 | 高通骁龙835 （MSM8998）             | 5.15英寸 1920*1080分辨率 LCD曲面屏                  | 4GB RAM 64GB ROM                | 800万像素前置镜头 1200万+1200万像素后置双摄镜头 后置广角镜头支持OIS光学防抖                               | 玻璃后盖 不锈钢金属中框                                                          | PIN 前置指纹识别 AI人脸识别       | 2299                                                                             | [ 71 ]               |
| 小米6           | 陶瓷尊享版           | 2017-04-19 | 高通骁龙835 （MSM8998）             | 5.15英寸 1920*1080分辨率 LCD曲面屏                  | 6GB RAM 128GB ROM               | 800万像素前置镜头 1200万+1200万像素后置双摄镜头 后置广角镜头支持OIS光学防抖                               | 陶瓷后盖 不锈钢金属中框                                                          | PIN 前置指纹识别 AI人脸识别       | 2999                                                                             | [ 70 ]               |
| 小米6           | 亮银探索版           | 2017-04-19 | 高通骁龙835 （MSM8998）             | 5.15英寸 1920*1080分辨率 LCD曲面屏                  | 6GB RAM 128GB ROM               | 800万像素前置镜头 1200万+1200万像素后置双摄镜头 后置广角镜头支持OIS光学防抖                               | 电镀玻璃后盖 不锈钢金属中框                                                      | PIN 前置指纹识别 AI人脸识别       | 3999                                                                             | [ 72 ] [ 73 ]        |
| 小米6X          | 标准版               | 2018-04-25 | 高通骁龙660 （SDM660）              | 5.99英寸18:9比例 2160*1080分辨率 LCD全面屏          | 4/6GB RAM 64/128GB ROM          | 2000万像素前置镜头 1200万+2000万像素后置双摄镜头 前置镜头支持柔光灯                                       | 全金属一体化机身                                                                 | PIN 后置指纹识别 AI人脸识别       | 1599（4GB/64GB） 1799（6GB/64GB）1999（6GB/128GB）                               | [ 74 ]               |
| 小米6X          | 标准版               | 2018-05-30 | 高通骁龙660 （SDM660）              | 5.99英寸18:9比例 2160*1080分辨率 LCD全面屏          | 4GB RAM 32GB ROM                | 2000万像素前置镜头 1200万+2000万像素后置双摄镜头 前置镜头支持柔光灯                                       | 全金属一体化机身                                                                 | PIN 后置指纹识别 AI人脸识别       | 1399                                                                             | [ 75 ]               |
| 小米6X          | 初音未来 限量套装    | 2018-06-28 | 高通骁龙660 （SDM660）              | 5.99英寸18:9比例 2160*1080分辨率 LCD全面屏          | 6GB RAM 64GB ROM                | 2000万像素前置镜头 1200万+2000万像素后置双摄镜头 前置镜头支持柔光灯                                       | 全金属一体化机身                                                                 | PIN 后置指纹识别 AI人脸识别       | 2099                                                                             | [ 77 ]               |
| 小米8           | 标准版               | 2018-05-31 | 高通骁龙845 （SDM845）              | 6.21英寸18.7:9比例 2248*1080分辨率 AMOLED刘海全面屏 | 6GB RAM 64/128/256GB ROM        | 2000万像素前置镜头 1200万+1200万像素后置双摄镜头 后置广角镜头支持OIS光学防抖                              | 玻璃后盖 铝合金中框                                                              | PIN 后置指纹识别 红外人脸识别     | 2699（6GB/64GB） 2999（6GB/128GB） 3299（6GB/256GB）                             | [ 78 ]               |
| 小米8           | 标准版               | 2018-08-08 | 高通骁龙845 （SDM845）              | 6.21英寸18.7:9比例 2248*1080分辨率 AMOLED刘海全面屏 | 8GB RAM 128GB ROM               | 2000万像素前置镜头 1200万+1200万像素后置双摄镜头 后置广角镜头支持OIS光学防抖                              | 玻璃后盖 铝合金中框                                                              | PIN 后置指纹识别 红外人脸识别     | 3299                                                                             | [ 79 ]               |
| 小米8           | 透明探索版           | 2018-05-31 | 高通骁龙845 （SDM845）              | 6.21英寸18.7:9比例 2248*1080分辨率 AMOLED刘海全面屏 | 8GB RAM 128GB ROM               | 2000万像素前置镜头 1200万+1200万像素后置双摄镜头 后置广角镜头支持OIS光学防抖                              | 透明玻璃后盖 铝合金中框                                                          | PIN 屏幕指纹识别 3D结构光人脸识别 | 3699                                                                             | [ 78 ]               |
| 小米8           | 屏幕指纹版           | 2018-09-19 | 高通骁龙845 （SDM845）              | 6.21英寸18.7:9比例 2248*1080分辨率 AMOLED刘海全面屏 | 6/8GB RAM 128GB ROM             | 2000万像素前置镜头 1200万+1200万像素后置双摄镜头 后置广角镜头支持OIS光学防抖                              | 透明玻璃后盖 铝合金中框                                                          | PIN 屏幕指纹识别 红外人脸识别     | 3199（6GB/128GB） 3599（8GB/128GB）                                              | [ 80 ]               |
| 小米8           | 青春版               | 2018-09-19 | 高通骁龙660 （SDM660）              | 6.26英寸19:9比例 2280*1080分辨率 LCD刘海全面屏      | 4/6GB RAM 64/128GB ROM          | 2400万像素前置镜头 1200万+500万像素后置双摄镜头                                                           | 玻璃后盖 铝合金中框                                                              | PIN 后置指纹识别 AI人脸识别       | 1399（4GB/64GB） 1699（6GB/64GB） 1999（6GB/128GB）                              | [ 81 ]               |
| 小米8           | 青春版               | 2018-11-14 | 高通骁龙660 （SDM660）              | 6.26英寸19:9比例 2280*1080分辨率 LCD刘海全面屏      | 4GB RAM 128GB ROM               | 2400万像素前置镜头 1200万+500万像素后置双摄镜头                                                           | 玻璃后盖 铝合金中框                                                              | PIN 后置指纹识别 AI人脸识别       | 1799                                                                             | [ 82 ]               |
| 小米8 SE        | 标准版               | 2018-05-31 | 高通骁龙710 （SDM710）              | 5.88英寸18.7:9比例 2244*1080分辨率 AMOLED刘海全面屏 | 4/6GB RAM 64/128GB ROM          | 2000万像素前置镜头 1200万+500万像素后置双摄镜头 前置镜头支持柔光灯                                        | 玻璃后盖 铝合金中框                                                              | PIN 后置指纹识别 AI人脸识别       | 1799（4GB/64GB） 1999（6GB/64GB） 2199（6GB/128GB）                              | [ 78 ]               |
| 小米9           | 标准版               | 2019-02-20 | 高通骁龙855 （SM8150）              | 6.39英寸19.5:9比例 2340*1080分辨率 AMOLED水滴全面屏 | 6/8GB RAM 128GB ROM             | 2000万像素前置镜头 4800万+1200万+1600万后置三摄镜头                                                       | 双层镀膜玻璃后盖 铝合金中框                                                      | PIN 屏幕指纹识别 AI人脸识别       | 2999（6GB/128GB） 3299（8GB/128GB）                                              | [ 83 ]               |
| 小米9           | 透明尊享版           | 2019-02-20 | 高通骁龙855 （SM8150）              | 6.39英寸19.5:9比例 2340*1080分辨率 AMOLED水滴全面屏 | 12GB RAM 256GB ROM              | 2000万像素前置镜头 4800万+1200万+1600万后置三摄镜头                                                       | 透明玻璃后盖 铝合金中框                                                          | PIN 屏幕指纹识别 AI人脸识别       | 3999                                                                             | [ 83 ]               |
| 小米9           | 透明版               | 2019-03-21 | 高通骁龙855 （SM8150）              | 6.39英寸19.5:9比例 2340*1080分辨率 AMOLED水滴全面屏 | 8GB RAM 256GB ROM               | 2000万像素前置镜头 4800万+1200万+1600万后置三摄镜头                                                       | 透明玻璃后盖 铝合金中框                                                          | PIN 屏幕指纹识别 AI人脸识别       | 3699                                                                             | [ 84 ]               |
| 小米9           | 王源限量版           | 2019-04-01 | 高通骁龙855 （SM8150）              | 6.39英寸19.5:9比例 2340*1080分辨率 AMOLED水滴全面屏 | 8GB RAM 128GB ROM               | 2000万像素前置镜头 4800万+1200万+1600万后置三摄镜头                                                       | 透明玻璃后盖 铝合金中框                                                          | PIN 屏幕指纹识别 AI人脸识别       | 3599                                                                             | [ 85 ]               |
| 小米9           | 大容量尊享版         | 2019-08-12 | 高通骁龙855 （SM8150）              | 6.39英寸19.5:9比例 2340*1080分辨率 AMOLED水滴全面屏 | 8GB RAM 256GB ROM               | 2000万像素前置镜头 4800万+1200万+1600万后置三摄镜头                                                       | 双层镀膜玻璃后盖 铝合金中框                                                      | PIN 屏幕指纹识别 AI人脸识别       | 3299                                                                             | [ 86 ]               |
| 小米9 SE        | 标准版               | 2019-02-20 | 高通骁龙712 （SDM712）              | 5.97英寸19.5:9比例 2340*1080分辨率 AMOLED水滴全面屏 | 6/8GB RAM 64/128GB ROM          | 2000万像素前置镜头 4800万+800万+1300万后置三摄镜头                                                        | 玻璃后盖 铝合金中框                                                              | PIN 屏幕指纹识别 AI人脸识别       | 1999（6GB/64GB） 2299（6GB/128GB） 2499（8GB/128GB）                             | [ 87 ]               |
| 小米9 SE        | 布朗熊限量套装       | 2019-04-01 | 高通骁龙712 （SDM712）              | 5.97英寸19.5:9比例 2340*1080分辨率 AMOLED水滴全面屏 | 6GB RAM 128GB ROM               | 2000万像素前置镜头 4800万+800万+1300万后置三摄镜头                                                        | 玻璃后盖 铝合金中框                                                              | PIN 屏幕指纹识别 AI人脸识别       | 2499                                                                             | [ 88 ]               |
| 小米9 Pro       | 标准版               | 2019-09-24 | 高通骁龙855+ （SM8150-AC）          | 6.39英寸19.5:9比例 2340*1080分辨率 AMOLED水滴全面屏 | 8/12 RAM 128/256/512 ROM        | 2000万像素前置镜头 4800万+1200万+1600万后置三摄镜头                                                       | 磨砂玻璃后盖 铝合金中框                                                          | PIN 屏幕指纹识别 AI人脸识别       | 3699（8GB/128GB） 3799（8GB/256GB） 4099（12GB/256GB） 4299（12GB/512GB）        | [ 89 ]               |
| 小米10          | 标准版               | 2020-02-13 | 高通骁龙865 （SM8250）              | 6.67英寸19.5:9比例 2340*1080分辨率 AMOLED挖孔曲面屏 | 8/12GB RAM 128/256GB ROM        | 2000万像素前置镜头 10800万+1300万+200万+200万后置四摄镜头 后置主摄支持OIS光学防抖                         | 玻璃后盖 铝合金中框                                                              | PIN 屏幕指纹识别 AI人脸识别       | 3999（8GB/128GB） 4299（8GB/256GB） 4699（12GB/256GB）                           | [ 90 ]               |
| 小米10          | 青春版               | 2020-04-27 | 高通骁龙765G （SM7250-AB）          | 6.57英寸20:9比例 2400*1080分辨率 AMOLED挖孔全面屏   | 6/8GB RAM 64/128/256GB ROM      | 1600万像素前置镜头 4800万+800万+800万+200万后置四摄镜头 后置长焦镜头支持OIS光学防抖                       | 玻璃后盖 聚碳酸酯塑料中框                                                        | PIN 屏幕指纹识别 AI人脸识别       | 2099（6GB/64GB） 2299（6GB/128GB） 2499（8GB/128GB） 2799（8GB/256GB）           | [ 91 ]               |
| 小米10          | 青春版 哆啦A梦限定款 | 2020-08-28 | 高通骁龙765G （SM7250-AB）          | 6.57英寸20:9比例 2400*1080分辨率 AMOLED挖孔全面屏   | 8GB RAM 256GB ROM               | 1600万像素前置镜头 4800万+800万+800万+200万后置四摄镜头 后置长焦镜头支持OIS光学防抖                       | 玻璃后盖 聚碳酸酯塑料中框                                                        | PIN 屏幕指纹识别 AI人脸识别       | 2799                                                                             | [ 93 ]               |
| 小米10          | 至尊纪念版           | 2020-08-11 | 高通骁龙865 （SM8250）              | 6.67英寸19.5:9比例 2340*1080分辨率 AMOLED挖孔曲面屏 | 8/12/16GB RAM 128/256/512GB ROM | 2000万像素前置镜头 4800万+4800万+1200万+2000万后置四摄镜头 后置主摄及长焦镜头支持OIS光学防抖              | 玻璃后盖 铝合金中框                                                              | PIN 屏幕指纹识别 AI人脸识别       | 5299（8GB/128GB） 5599（8GB/256GB） 5999（12GB/256GB） 6999（16GB/512GB）        | [ 94 ]               |
| 小米10 Pro      | 标准版               | 2020-02-13 | 高通骁龙865 （SM8250）              | 6.67英寸19.5:9比例 2340*1080分辨率 AMOLED挖孔曲面屏 | 8/12GB RAM 256/512GB ROM        | 2000万像素前置镜头 10800万+800万+1200万+2000万后置四摄镜头 后置主摄及长焦镜头支持OIS光学防抖              | 磨砂玻璃后盖 铝合金中框                                                          | PIN 屏幕指纹识别 AI人脸识别       | 4999（8GB/256GB） 5499（12GB/256GB） 5999（12GB/512GB）                          | [ 95 ]               |
| 小米10S         | 标准版               | 2021-03-10 | 高通骁龙870 （SM8250-AC）           | 6.67英寸19.5:9比例 2340*1080分辨率 AMOLED挖孔曲面屏 | 8/12GB RAM 256/512GB ROM        | 2000万像素前置镜头 10800万+1300万+200万+200万后置四摄镜头 后置主摄支持OIS光学防抖                         | 玻璃后盖 铝合金中框                                                              | PIN 屏幕指纹识别 AI人脸识别       | 3299（8GB/128GB） 3499（8GB/256GB） 3799（12GB/256GB）                           | [ 96 ]               |
| 小米11          | 标准版               | 2020-12-28 | 高通骁龙888 （SM8350）              | 6.81英寸20:9比例 3200*1440分辨率 AMOLED挖孔曲面屏   | 8/12GB RAM 256/512GB ROM        | 2000万像素前置镜头 10800万+1300万+500万后置三摄镜头 后置主摄支持OIS光学防抖                               | 磨砂玻璃后盖 （卡其、烟紫配色为素皮后盖） 铝合金中框                             | PIN 屏幕指纹识别 AI人脸识别       | 3999（8GB/128GB） 4299（8GB/256GB） 4699（12GB/256GB）                           | [ 97 ]               |
| 小米11          | 雷军签名版           | 2020-12-28 | 高通骁龙888 （SM8350）              | 6.81英寸20:9比例 3200*1440分辨率 AMOLED挖孔曲面屏   | 12GB RAM 256GB ROM              | 2000万像素前置镜头 10800万+1300万+500万后置三摄镜头 后置主摄支持OIS光学防抖                               | 立体纹理玻璃后盖 铝合金中框                                                      | PIN 屏幕指纹识别 AI人脸识别       | 4699                                                                             | [ 98 ]               |
| 小米11          | 青春版               | 2021-03-29 | 高通骁龙780G （SM7350-AB）          | 6.55英寸20:9比例 2400*1080分辨率 AMOLED挖孔全面屏   | 8GB RAM 128/256GB ROM           | 2000万像素前置镜头 6400万+800万+500万后置三摄镜头                                                         | 磨砂玻璃后盖 聚碳酸酯塑料中框                                                    | PIN 侧边指纹识别 AI人脸识别       | 2299（8GB/128GB） 2599（8GB/256GB）                                              | [ 99 ]               |
| 小米11          | 青春活力版           | 2021-12-09 | 高通骁龙778G （SM7325）             | 6.55英寸20:9比例 2400*1080分辨率 AMOLED挖孔全面屏   | 8GB RAM 128/256GB ROM           | 2000万像素前置镜头 6400万+800万+500万后置三摄镜头                                                         | 磨砂玻璃后盖 聚碳酸酯塑料中框                                                    | PIN 侧边指纹识别 AI人脸识别       | 1999（8GB/128GB） 2299（8GB/256GB）                                              | [ 100 ]              |
| 小米11 Pro      | 标准版               | 2021-03-29 | 高通骁龙888 （SM8350）              | 6.81英寸20:9比例 3200*1440分辨率 AMOLED挖孔曲面屏   | 8/12GB RAM 128/256GB ROM        | 2000万像素前置镜头 5000万+1300万+800万后置三摄镜头 后置主摄及长焦镜头支持OIS光学防抖                      | 玻璃后盖 铝合金中框                                                              | PIN 屏幕指纹识别 AI人脸识别       | 4999（8GB/128GB） 5299（8GB/256GB） 5699（12GB/256GB）                           | [ 101 ]              |
| 小米11 Ultra    | 标准版               | 2021-03-29 | 高通骁龙888 （SM8350）              | 6.81英寸20:9比例 3200*1440分辨率 AMOLED挖孔曲面屏   | 8/12GB RAM 256/512GB ROM        | 2000万像素前置镜头 5000万+4800万+4800万后置三摄镜头 后置主摄支持OIS光学防抖                               | 陶瓷后盖 铝合金中框                                                              | PIN 屏幕指纹识别 AI人脸识别       | 5999（8GB/256GB） 6499（12GB/256GB） 6999（12GB/512GB）                          | [ 102 ]              |
| 小米12          | 标准版               | 2021-12-28 | 高通骁龙8 Gen 1 （SM8450）          | 6.28英寸20:9比例 2400*1080分辨率 AMOLED挖孔曲面屏   | 8/12GB RAM 128/256GB ROM        | 3200万像素前置镜头 5000万+1300万+500万后置三摄镜头 后置主摄支持OIS光学防抖                                | 磨砂玻璃后盖 （原野绿配色为素皮后盖） 铝合金中框                                 | PIN 屏幕指纹识别 AI人脸识别       | 3699（8GB/128GB） 3999（8GB/256GB） 4399（12GB/256GB）                           | [ 103 ]              |
| 小米12X         | 标准版               | 2021-12-28 | 高通骁龙870 （SM8250-AC）           | 6.28英寸20:9比例 2400*1080分辨率 AMOLED挖孔曲面屏   | 8/12GB RAM 128/256GB ROM        | 3200万像素前置镜头 5000万+1300万+500万后置三摄镜头 后置主摄支持OIS光学防抖                                | 磨砂玻璃后盖 铝合金中框                                                          | PIN 屏幕指纹识别 AI人脸识别       | 3199（8GB/128GB） 3499（8GB/256GB） 3799（12GB/256GB）                           | [ 104 ]              |
| 小米12 Pro      | 标准版               | 2021-12-28 | 高通骁龙8 Gen 1 （SM8450）          | 6.73英寸20:9比例 3200*1440分辨率 AMOLED挖孔曲面屏   | 8/12GB RAM 128/256GB ROM        | 3200万像素前置镜头 5000万+5000万+5000万后置三摄镜头 后置主摄支持OIS光学防抖                               | 磨砂玻璃后盖 （原野绿配色为素皮后盖） 铝合金中框                                 | PIN 屏幕指纹识别 AI人脸识别       | 4699（8GB/128GB） 4999（8GB/256GB） 5399（12GB/256GB）                           | [ 105 ]              |
| 小米12 Pro      | 天玑版               | 2022-07-04 | 联发科天玑9000+ （MT6983Z）         | 6.73英寸20:9比例 3200*1440分辨率 AMOLED挖孔曲面屏   | 8/12GB RAM 128/256GB ROM        | 3200万像素前置镜头 5000万+1300万+500万后置三摄镜头 后置主摄支持OIS光学防抖                                | 磨砂玻璃后盖 铝合金中框                                                          | PIN 屏幕指纹识别 AI人脸识别       | 3999（8GB/128GB） 4499（12GB/256GB）                                             | [ 106 ]              |
| 小米12S         | 标准版               | 2022-07-04 | 高通骁龙8+ Gen 1 （SM8475）         | 6.28英寸20:9比例 2400*1080分辨率 AMOLED挖孔曲面屏   | 8/12GB RAM 128/256/512GB ROM    | 3200万像素前置镜头 5000万+1300万+500万后置三摄镜头 后置主摄支持OIS光学防抖                                | 磨砂玻璃后盖 （原野绿配色为素皮后盖） 铝合金中框                                 | PIN 屏幕指纹识别 AI人脸识别       | 3999（8GB/128GB） 4299（8GB/256GB） 4699（12GB/256GB） 5199（12GB/512GB）        | [ 107 ]              |
| 小米12S Pro     | 标准版               | 2022-07-04 | 高通骁龙8+ Gen 1 （SM8475）         | 6.73英寸20:9比例 3200*1440分辨率 AMOLED挖孔曲面屏   | 8/12GB RAM 128/256/512GB ROM    | 3200万像素前置镜头 5000万+5000万+5000万后置三摄镜头 后置主摄支持OIS光学防抖                               | 磨砂玻璃后盖 （原野绿配色为素皮后盖） 铝合金中框                                 | PIN 屏幕指纹识别 AI人脸识别       | 4699（8GB/128GB） 4999（8GB/256GB） 5399（12GB/256GB） 5899（12GB/512GB）        | [ 107 ]              |
| 小米12S Ultra   | 标准版               | 2022-07-04 | 高通骁龙8+ Gen 1 （SM8475）         | 6.73英寸20:9比例 3200*1440分辨率 AMOLED挖孔曲面屏   | 8/12GB RAM 256/512GB ROM        | 3200万像素前置镜头 5000万+4800万+4800万后置三摄镜头 后置主摄及长焦镜头支持OIS光学防抖                     | 有机硅素皮后盖 铝合金中框                                                        | PIN 屏幕指纹识别 AI人脸识别       | 5999（8GB/256GB） 6499（12GB/256GB） 6999（12GB/512GB）                          | [ 108 ]              |
| 小米12S Ultra   | 概念机               | 2022-11-02 | 高通骁龙8+ Gen 1 （SM8475）         | 6.73英寸20:9比例 3200*1440分辨率 AMOLED挖孔曲面屏   | 12GB RAM 512GB ROM              | 3200万像素前置镜头 5000万+4800万后置双摄镜头 后置主摄支持OIS光学防抖 可转接徕卡M系列相机镜头              | 有机硅素皮后盖 铝合金中框                                                        | PIN 屏幕指纹识别 AI人脸识别       | --                                                                               | [ 109 ]              |
| 小米13          | 标准版               | 2022-12-11 | 高通骁龙8 Gen 2 （SM8550-AB）       | 6.36英寸20:9比例 2400*1080分辨率 OLED挖孔全面屏     | 8/12GB RAM 128/256/512GB ROM    | 3200万像素前置镜头 5400万+1000万+1200万后置三摄镜头 后置主摄及长焦镜头支持OIS光学防抖                     | 玻璃后盖 （远山蓝配色为素皮后盖） 铝合金中框                                     | PIN 屏幕指纹识别 AI人脸识别       | 3999（8GB/128GB） 4299（8GB/256GB） 4599（12GB/256GB） 4999（12GB/512GB）        | [ 110 ]              |
| 小米13          | 限量定制色           | 2022-12-11 | 高通骁龙8 Gen 2 （SM8550-AB）       | 6.36英寸20:9比例 2400*1080分辨率 OLED挖孔全面屏     | 12GB RAM 512GB ROM              | 3200万像素前置镜头 5400万+1000万+1200万后置三摄镜头 后置主摄及长焦镜头支持OIS光学防抖                     | 玻璃后盖 铝合金中框                                                              | PIN 屏幕指纹识别 AI人脸识别       | 4999                                                                             | [ 110 ]              |
| 小米13 Pro      | 标准版               | 2022-12-11 | 高通骁龙8 Gen 2 （SM8550-AB）       | 6.73英寸20:9比例 3200*1440分辨率 OLED挖孔曲面屏     | 8/12GB RAM 128/256/512GB ROM    | 3200万像素前置镜头 5000万+5000万+5000万后置三摄镜头 后置主摄及长焦镜头支持OIS光学防抖                     | 陶瓷后盖 （远山蓝配色为素皮后盖） 铝合金中框                                     | PIN 屏幕指纹识别 AI人脸识别       | 4999（8GB/128GB） 5399（8GB/256GB） 5799（12GB/256GB） 6299（12GB/512GB）        | [ 111 ]              |
| 小米13 Ultra    | 标准版               | 2023-04-18 | 高通骁龙8 Gen 2 （SM8550-AB）       | 6.73英寸20:9比例 3200*1440分辨率 OLED挖孔曲面屏     | 12/16GB RAM 256/512GB/1TB ROM   | 3200万像素前置镜头 5000万+5000万+5000万+5000万后置四摄镜头 后置主摄、长焦及超长焦镜头支持OIS光学防抖      | 素皮后盖 铝合金中框                                                              | PIN 屏幕指纹识别 AI人脸识别       | 5999（12GB/256GB） 6499（16GB/512GB） 7299（16GB/1TB）                           | [ 112 ]              |
| 小米13 Ultra    | 限量定制色           | 2023-05-04 | 高通骁龙8 Gen 2 （SM8550-AB）       | 6.73英寸20:9比例 3200*1440分辨率 OLED挖孔曲面屏     | 16GB RAM 512GB ROM              | 3200万像素前置镜头 5000万+5000万+5000万+5000万后置四摄镜头 后置主摄、长焦及超长焦镜头支持OIS光学防抖      | 素皮后盖 铝合金中框                                                              | PIN 屏幕指纹识别 AI人脸识别       | 6499                                                                             | [ 113 ]              |
| 小米14          | 标准版               | 2023-10-26 | 高通骁龙8 Gen 3 （SM8650-AB）       | 6.36英寸20:9比例 2670*1200分辨率 OLED挖孔全面屏     | 8/12/16GB RAM 256/512GB/1TB ROM | 3200万像素前置镜头 5000万+5000万+5000万后置三摄镜头 后置主摄及长焦镜头支持OIS光学防抖                     | 玻璃后盖 （雪山粉配色为素皮后盖） 铝合金中框                                     | PIN 屏幕指纹识别 AI人脸识别       | 3999（8GB/256GB） 4299（12GB/256GB） 4599（16GB/512GB） 4999（16GB/1TB）         | [ 114 ]              |
| 小米14          | 限量定制色           | 2023-12-28 | 高通骁龙8 Gen 3 （SM8650-AB）       | 6.36英寸20:9比例 2670*1200分辨率 OLED挖孔全面屏     | 16GB RAM 1TB ROM                | 3200万像素前置镜头 5000万+5000万+5000万后置三摄镜头 后置主摄及长焦镜头支持OIS光学防抖                     | 玻璃后盖 铝合金中框                                                              | PIN 屏幕指纹识别 AI人脸识别       | 4999                                                                             | [ 115 ]              |
| 小米14          | 限量定制色           | 2024-03-28 | 高通骁龙8 Gen 3 （SM8650-AB）       | 6.36英寸20:9比例 2670*1200分辨率 OLED挖孔全面屏     | 16GB RAM 1TB ROM                | 3200万像素前置镜头 5000万+5000万+5000万后置三摄镜头 后置主摄及长焦镜头支持OIS光学防抖                     | 玻璃后盖 铝合金中框                                                              | PIN 屏幕指纹识别 AI人脸识别       | 4999                                                                             | [ 116 ]              |
| 小米14 Pro      | 标准版               | 2023-10-26 | 高通骁龙8 Gen 3 （SM8650-AB）       | 6.73英寸20:9比例 3200*1440分辨率 AMOLED挖孔曲面屏   | 12/16GB RAM 256/512GB/1TB ROM   | 3200万像素前置镜头 5000万+5000万+5000万后置三摄镜头 后置主摄及长焦镜头支持OIS光学防抖                     | 玻璃后盖 铝合金中框                                                              | PIN 屏幕指纹识别 AI人脸识别       | 4999（12GB/256GB） 5499（16GB/512GB） 5999（16GB/1TB）                           | [ 117 ]              |
| 小米14 Pro      | 钛金属特别版         | 2023-10-26 | 高通骁龙8 Gen 3 （SM8650-AB）       | 6.73英寸20:9比例 3200*1440分辨率 AMOLED挖孔曲面屏   | 16GB RAM 1TB ROM                | 3200万像素前置镜头 5000万+5000万+5000万后置三摄镜头 后置主摄及长焦镜头支持OIS光学防抖                     | 玻璃后盖 钛合金中框                                                              | PIN 屏幕指纹识别 AI人脸识别       | 6499                                                                             | [ 118 ]              |
| 小米14 Pro      | 限量定制色           | 2023-12-28 | 高通骁龙8 Gen 3 （SM8650-AB）       | 6.73英寸20:9比例 3200*1440分辨率 AMOLED挖孔曲面屏   | 16GB RAM 1TB ROM                | 3200万像素前置镜头 5000万+5000万+5000万后置三摄镜头 后置主摄及长焦镜头支持OIS光学防抖                     | 玻璃后盖 铝合金中框                                                              | PIN 屏幕指纹识别 AI人脸识别       | 5999                                                                             | [ 115 ]              |
| 小米14 Pro      | 限量定制色           | 2024-03-28 | 高通骁龙8 Gen 3 （SM8650-AB）       | 6.73英寸20:9比例 3200*1440分辨率 AMOLED挖孔曲面屏   | 16GB RAM 1TB ROM                | 3200万像素前置镜头 5000万+5000万+5000万后置三摄镜头 后置主摄及长焦镜头支持OIS光学防抖                     | 玻璃后盖 铝合金中框                                                              | PIN 屏幕指纹识别 AI人脸识别       | 5999                                                                             | [ 116 ]              |
| 小米14 Pro      | 钛金属版 卫星通信版  | 2024-02-22 | 高通骁龙8 Gen 3 （SM8650-AB）       | 6.73英寸20:9比例 3200*1440分辨率 AMOLED挖孔曲面屏   | 16GB RAM 1TB ROM                | 3200万像素前置镜头 5000万+5000万+5000万后置三摄镜头 后置主摄及长焦镜头支持OIS光学防抖                     | 玻璃后盖 钛合金中框                                                              | PIN 屏幕指纹识别 AI人脸识别       | 6999                                                                             | [ 119 ]              |
| 小米14 Ultra    | 标准版               | 2024-02-22 | 高通骁龙8 Gen 3 （SM8650-AB）       | 6.73英寸20:9比例 3200*1440分辨率 AMOLED挖孔曲面屏   | 12/16GB RAM 256/512GB/1TB ROM   | 3200万像素前置镜头 5000万+5000万+5000万+5000万后置四摄镜头 后置主摄、长焦及超长焦镜头支持OIS光学防抖      | 素皮后盖 （龙晶蓝配色为陶瓷后盖） 铝合金中框                                     | PIN 屏幕指纹识别 AI人脸识别       | 6499（12GB/256GB） 6999（16GB/512GB） 7799（16GB/1TB）                           | [ 120 ]              |
| 小米14 Ultra    | 钛金属特别版         | 2024-02-22 | 高通骁龙8 Gen 3 （SM8650-AB）       | 6.73英寸20:9比例 3200*1440分辨率 AMOLED挖孔曲面屏   | 16GB RAM 1TB ROM                | 3200万像素前置镜头 5000万+5000万+5000万+5000万后置四摄镜头 后置主摄、长焦及超长焦镜头支持OIS光学防抖      | 素皮后盖 钛合金中框                                                              | PIN 屏幕指纹识别 AI人脸识别       | 8799                                                                             | [ 120 ]              |
| 小米15          | 标准版               | 2024-10-29 | 高通骁龙8 Elite （SM8750-AB）       | 6.36英寸20:9比例 2670*1200分辨率 OLED挖孔全面屏     | 12/16GB RAM 256/512GB/1TB ROM   | 3200万像素前置镜头 5000万+5000万+5000万后置三摄镜头 后置主摄及长焦镜头支持OIS光学防抖                     | 磨砂玻璃后盖 铝合金中框                                                          | PIN 屏幕指纹识别 AI人脸识别       | 4499（12GB/256GB） 4799（12GB/512GB） 4999（16GB/512GB） 5499（16GB/1TB）        | [ 121 ]              |
| 小米15          | 亮银版               | 2024-10-29 | 高通骁龙8 Elite （SM8750-AB）       | 6.36英寸20:9比例 2670*1200分辨率 OLED挖孔全面屏     | 12/16GB RAM 256/512GB/1TB ROM   | 3200万像素前置镜头 5000万+5000万+5000万后置三摄镜头 后置主摄及长焦镜头支持OIS光学防抖                     | 带有立体水波纹理的亮面玻璃后盖 铝合金中框                                        | PIN 屏幕指纹识别 AI人脸识别       | 4699（12GB/256GB） 4999（12GB/512GB） 5199（16GB/512GB） 5699（16GB/1TB）        | [ 122 ]              |
| 小米15          | 定制版               | 2024-10-29 | 高通骁龙8 Elite （SM8750-AB）       | 6.36英寸20:9比例 2670*1200分辨率 OLED挖孔全面屏     | 16GB RAM 512GB ROM              | 3200万像素前置镜头 5000万+5000万+5000万后置三摄镜头 后置主摄及长焦镜头支持OIS光学防抖                     | 玻璃后盖 铝合金中框                                                              | PIN 屏幕指纹识别 AI人脸识别       | 4999                                                                             | [ 123 ]              |
| 小米15          | 钻石限定版           | 2024-10-29 | 高通骁龙8 Elite （SM8750-AB）       | 6.36英寸20:9比例 2670*1200分辨率 OLED挖孔全面屏     | 16GB RAM 1TB ROM                | 3200万像素前置镜头 5000万+5000万+5000万后置三摄镜头 后置主摄及长焦镜头支持OIS光学防抖                     | 带有鳄鱼皮纹理的素皮后盖 带有钻石镶嵌的铝合金中框                                | PIN 屏幕指纹识别 AI人脸识别       | 5999                                                                             | [ 124 ]              |
| 小米15 Pro      | 标准版               | 2024-10-29 | 高通骁龙8 Elite （SM8750-AB）       | 6.73英寸20:9比例 3200*1440分辨率 AMOLED挖孔曲面屏   | 12/16GB RAM 256/512GB/1TB ROM   | 3200万像素前置镜头 5000万+5000万+5000万后置三摄镜头 后置主摄及长焦镜头支持OIS光学防抖                     | 磨砂玻璃纤维后盖 铝合金中框                                                      | PIN 屏幕指纹识别 AI人脸识别       | 5299（12GB/256GB） 5799（16GB/512GB） 6499（16GB/1TB）                           | [ 125 ]              |
| 小米15 Pro      | 亮银版               | 2024-10-29 | 高通骁龙8 Elite （SM8750-AB）       | 6.73英寸20:9比例 3200*1440分辨率 AMOLED挖孔曲面屏   | 12/16GB RAM 256/512GB/1TB ROM   | 3200万像素前置镜头 5000万+5000万+5000万后置三摄镜头 后置主摄及长焦镜头支持OIS光学防抖                     | 带有立体水波纹理的亮面玻璃后盖 铝合金中框                                        | PIN 屏幕指纹识别 AI人脸识别       | 5499（12GB/256GB） 5999（16GB/512GB） 6699（16GB/1TB）                           | [ 125 ]              |
| 小米15 Ultra    | 标准版               | 2025-02-27 | 高通骁龙8 Elite （SM8750-AB）       | 6.73英寸20:9比例 3200*1440分辨率 AMOLED挖孔曲面屏   | 12/16GB RAM 256/512GB/1TB ROM   | 3200万像素前置镜头 5000万+5000万+20000万+5000万后置四摄镜头 后置主摄、长焦及超长焦镜头支持UIS超級光学防抖 | 玻璃纤维后盖 （经典黑银与松柏绿配色为带有磨砂玻璃纤维拼接的素皮后盖） 铝合金中框 | PIN 屏幕指纹识别 AI人脸识别       | 6499（12GB/256GB） 6999（16GB/512GB） 7799（16GB/1TB） 7999（16GB/1TB 双卫星版） | [ 126 ]              |
| 小米15 Ultra    | 限量定制色           | 2025-06-26 | 高通骁龙8 Elite （SM8750-AB）       | 6.73英寸20:9比例 3200*1440分辨率 AMOLED挖孔曲面屏   | 16GB RAM 512GB ROM              | 3200万像素前置镜头 5000万+5000万+20000万+5000万后置四摄镜头 后置主摄、长焦及超长焦镜头支持UIS超級光学防抖 | 带有磨砂玻璃纤维拼接的素皮后盖 铝合金中框                                        | PIN 屏幕指纹识别 AI人脸识别       | 6999                                                                             | [ 127 ]              |
| 小米15S Pro     | 标准版               | 2025-05-22 | 玄戒O1 （V10100B）                  | 6.73英寸20:9比例 3200*1440分辨率 AMOLED挖孔曲面屏   | 16GB RAM 512GB/1TB ROM          | 3200万像素前置镜头 5000万+5000万+5000万后置三摄镜头 后置主摄及长焦镜头支持OIS光学防抖                     | 玻璃纤维后盖 （龙鳞纤维版为带有凯夫拉纹理的复合纤维后盖） 铝合金中框             | PIN 屏幕指纹识别 AI人脸识别       | 5499（16GB/512GB） 5999（16GB/1TB）                                              | [ 128 ]              |

### 小米Note系列
以下为小米Note系列的机型列表（其中第1代的媒体送测机曾以“小米手机5”的名义命名），按照产品迭代和发布时间排序。
| 型号       | 版本         | 发布日期   | SoC型号                      | 屏幕规格                           | 存储                 | 相机参数                                                                     | 机身                | 安全识别                    | 售价                                                                | 参考资料                |
| ---------- | ------------ | ---------- | ---------------------------- | ---------------------------------- | -------------------- | ---------------------------------------------------------------------------- | ------------------- | --------------------------- | ------------------------------------------------------------------- | ----------------------- |
| 小米Note   | 双网通标准版 | 2015-01-15 | 高通骁龙801 （MSM8974AC v3） | 5.7英寸 1920*1080分辨率 LCD屏      | 3GB RAM 16/64GB ROM  | 400万像素前置镜头 1300万像素后置镜头 后置镜头支持OIS光学防抖                 | 玻璃后盖 铝合金中框 | PIN                         | 2299（3GB/16GB） 2799（3GB/64GB）                                   | [ 129 ] [ 130 ] [ 131 ] |
| 小米Note   | 双网通顶配版 | 2015-01-15 | 高通骁龙810 （MSM8994）      | 5.7英寸 2560*1440分辨率 LCD屏      | 4GB RAM 64GB ROM     | 400万像素前置镜头 1300万像素后置镜头 后置镜头支持OIS光学防抖                 | 玻璃后盖 铝合金中框 | PIN                         | 3299                                                                | [ 132 ] [ 133 ]         |
| 小米Note   | 全网通标准版 | 2015-06-29 | 高通骁龙801 （MSM8974AC v3） | 5.7英寸 1920*1080分辨率 LCD屏      | 3GB RAM 16GB ROM     | 400万像素前置镜头 1300万像素后置镜头 后置镜头支持OIS光学防抖                 | 玻璃后盖 铝合金中框 | PIN                         | 2099                                                                | [ 134 ] [ 135 ]         |
| 小米Note   | 全网通顶配版 | 2015-08-03 | 高通骁龙810 （MSM8994）      | 5.7英寸 2560*1440分辨率 LCD屏      | 4GB RAM 64GB ROM     | 400万像素前置镜头 1300万像素后置镜头 后置镜头支持OIS光学防抖                 | 玻璃后盖 铝合金中框 | PIN                         | 3099                                                                | [ 136 ]                 |
| 小米Note 2 | 标准版       | 2016-10-25 | 高通骁龙821 （MSM8996）      | 5.7英寸 2560*1440分辨率 OLED曲面屏 | 4GB RAM 64GB ROM     | 800万像素前置镜头 2256万像素后置镜头                                         | 玻璃后盖 铝合金中框 | PIN 前置指纹识别            | 2799                                                                | [ 137 ]                 |
| 小米Note 2 | 高配版       | 2016-10-25 | 高通骁龙821 （MSM8996）      | 5.7英寸 2560*1440分辨率 OLED曲面屏 | 6GB RAM 128GB ROM    | 800万像素前置镜头 2256万像素后置镜头                                         | 玻璃后盖 铝合金中框 | PIN 前置指纹识别            | 3299                                                                | [ 137 ]                 |
| 小米Note 2 | 全球版       | 2016-10-25 | 高通骁龙821 （MSM8996）      | 5.7英寸 2560*1440分辨率 OLED曲面屏 | 6GB RAM 128GB ROM    | 800万像素前置镜头 2256万像素后置镜头                                         | 玻璃后盖 铝合金中框 | PIN 前置指纹识别            | 3499                                                                | [ 137 ]                 |
| 小米Note 2 | 特别版       | 2017-07-10 | 高通骁龙821 （MSM8996）      | 5.7英寸 2560*1440分辨率 OLED曲面屏 | 6GB RAM 64GB ROM     | 800万像素前置镜头 2256万像素后置镜头                                         | 玻璃后盖 铝合金中框 | PIN 前置指纹识别            | 2899                                                                | [ 138 ]                 |
| 小米Note 3 | 标准版       | 2017-09-11 | 高通骁龙660 （SDM660）       | 5.5英寸 1920*1080分辨率 LCD曲面屏  | 6GB RAM 64/128GB ROM | 1600万像素前置镜头 1200万+1200万像素后置双摄镜头 后置广角镜头支持OIS光学防抖 | 玻璃后盖 铝合金中框 | PIN 前置指纹识别 AI人脸识别 | 2499（6GB/64GB 亮黑） 2899（6GB/128GB 亮黑） 2999（6GB/128GB 亮蓝） | [ 139 ]                 |
| 小米Note 3 | 标准版       | 2017-09-20 | 高通骁龙660 （SDM660）       | 5.5英寸 1920*1080分辨率 LCD曲面屏  | 6GB RAM 64GB ROM     | 1600万像素前置镜头 1200万+1200万像素后置双摄镜头 后置广角镜头支持OIS光学防抖 | 玻璃后盖 铝合金中框 | PIN 前置指纹识别 AI人脸识别 | 2599（亮蓝）                                                        | [ 140 ]                 |
| 小米Note 3 | 标准版       | 2017-11-21 | 高通骁龙660 （SDM660）       | 5.5英寸 1920*1080分辨率 LCD曲面屏  | 4GB RAM 64GB ROM     | 1600万像素前置镜头 1200万+1200万像素后置双摄镜头 后置广角镜头支持OIS光学防抖 | 玻璃后盖 铝合金中框 | PIN 前置指纹识别 AI人脸识别 | 1999                                                                | [ 141 ]                 |
| 小米Note 3 | 吴亦凡限量版 | 2017-11-05 | 高通骁龙660 （SDM660）       | 5.5英寸 1920*1080分辨率 LCD曲面屏  | 6GB RAM 64GB ROM     | 1600万像素前置镜头 1200万+1200万像素后置双摄镜头 后置广角镜头支持OIS光学防抖 | 玻璃后盖 铝合金中框 | PIN 前置指纹识别 AI人脸识别 | 2399                                                                | [ 142 ]                 |

### 小米Max系列
以下为小米Max系列的机型列表，按照产品迭代和发布时间排序。
| 型号      | 版本   | 发布日期   | SoC型号                 | 屏幕规格                                  | 存储                   | 相机参数                                                          | 机身             | 安全识别                    | 售价                               | 参考资料 |
| --------- | ------ | ---------- | ----------------------- | ----------------------------------------- | ---------------------- | ----------------------------------------------------------------- | ---------------- | --------------------------- | ---------------------------------- | -------- |
| 小米Max   | 标准版 | 2016-05-10 | 高通骁龙650 （MSM8956） | 6.44英寸 1920*1080分辨率 LCD屏            | 3GB RAM 32GB ROM       | 500万像素前置镜头 1600万像素后置镜头                              | 三段式金属机身   | PIN 后置指纹识别            | 1499                               | [ 143 ]  |
| 小米Max   | 标准版 | 2016-05-10 | 高通骁龙652 （MSM8976） | 6.44英寸 1920*1080分辨率 LCD屏            | 3/4GB RAM 64/128GB ROM | 500万像素前置镜头 1600万像素后置镜头                              | 三段式金属机身   | PIN 后置指纹识别            | 1699（3GB/64GB） 1999（4GB/128GB） | [ 143 ]  |
| 小米Max   | 标准版 | 2016-06-17 | 高通骁龙650 （MSM8956） | 6.44英寸 1920*1080分辨率 LCD屏            | 2GB RAM 16GB ROM       | 500万像素前置镜头 1600万像素后置镜头                              | 三段式金属机身   | PIN 后置指纹识别            | 1299                               | [ 144 ]  |
| 小米Max 2 | 标准版 | 2017-05-25 | 高通骁龙625 （MSM8953） | 6.44英寸 1920*1080分辨率 LCD屏            | 4GB RAM 64/128GB ROM   | 500万像素前置镜头 1200万像素后置镜头                              | 全金属一体化机身 | PIN 后置指纹识别            | 1699（4GB/64GB） 1999（4GB/128GB） | [ 145 ]  |
| 小米Max 2 | 标准版 | 2017-09-19 | 高通骁龙625 （MSM8953） | 6.44英寸 1920*1080分辨率 LCD屏            | 4GB RAM 32GB ROM       | 500万像素前置镜头 1200万像素后置镜头                              | 全金属一体化机身 | PIN 后置指纹识别            | 1399                               | [ 146 ]  |
| 小米Max 3 | 标准版 | 2018-07-19 | 高通骁龙636 （SDM636）  | 6.9英寸18:9比例 2160*1080分辨率 LCD全面屏 | 4/6GB RAM 64/128GB ROM | 800万像素前置镜头 1200万+500万像素后置双摄镜头 前置镜头支持柔光灯 | 全金属一体化机身 | PIN 后置指纹识别 AI人脸识别 | 1699（4GB/64GB） 1999（6GB/128GB） | [ 147 ]  |

### 小米MIX系列
以下为小米MIX系列的机型列表，按照产品迭代和发布时间排序。
| 型号           | 版本         | 发布日期   | SoC型号                             | 屏幕规格                                                                                  | 存储                          | 相机参数 | 机身                                                                    | 安全识别                    | 售价                                                                      | 参考资料        |
| -------------- | ------------ | ---------- | ----------------------------------- | ----------------------------------------------------------------------------------------- | ----------------------------- | --- | ----------------------------------------------------------------------- | --------------------------- | ------------------------------------------------------------------------- | --------------- |
| 小米MIX        | 标准版       | 2016-10-25 | 高通骁龙821 （MSM8996 Pro-AC）      | 6.4英寸17:9比例 2040*1080分辨率 LCD全面屏                                                 | 4/6GB RAM 128/256GB ROM       | 500万像素前置镜头 1600万像素后置镜头                                                                          | 一体式氧化锆陶瓷机身                                                    | PIN 后置指纹识别            | 3499（4GB/128GB） 3999（6GB/256GB）                                       | [ 148 ]         |
| 小米MIX 2      | 标准版       | 2017-09-11 | 高通骁龙835 （MSM8998）             | 5.99英寸18:9比例 2160*1080分辨率 LCD全面屏                                                | 6GB RAM 64/128/256GB ROM      | 500万像素前置镜头 1200万像素后置镜头 后置镜头支持OIS光学防抖                                                  | 氧化锆陶瓷后盖 铝合金中框                                               | PIN 后置指纹识别 AI人脸识别 | 3299（6GB/64GB） 3599（6GB/128GB） 3999（6GB/256GB）                      | [ 149 ]         |
| 小米MIX 2      | 全陶瓷尊享版 | 2017-09-11 | 高通骁龙835 （MSM8998）             | 5.99英寸18:9比例 2160*1080分辨率 LCD全面屏                                                | 8GB RAM 128GB ROM             | 500万像素前置镜头 1200万像素后置镜头 后置镜头支持OIS光学防抖                                                  | 一体式氧化锆陶瓷机身                                                    | PIN 后置指纹识别 AI人脸识别 | 4699                                                                      | [ 150 ]         |
| 小米MIX 2      | 斯塔克限量版 | 2017-11-23 | 高通骁龙835 （MSM8998）             | 5.99英寸18:9比例 2160*1080分辨率 LCD全面屏                                                | 8GB RAM 128GB ROM             | 500万像素前置镜头 1200万像素后置镜头 后置镜头支持OIS光学防抖                                                  | 一体式氧化锆陶瓷机身                                                    | PIN 后置指纹识别 AI人脸识别 | 4999                                                                      | [ 151 ]         |
| 小米MIX 2S     | 标准版       | 2018-03-27 | 高通骁龙845 （SDM845）              | 5.99英寸18:9比例 2160*1080分辨率 LCD全面屏                                                | 6/8GB RAM 64/128/256GB ROM    | 500万像素前置镜头 1200万+1200万像素后置双摄镜头 后置广角镜头支持OIS光学防抖                                   | 氧化锆陶瓷后盖 铝合金中框                                               | PIN 后置指纹识别 AI人脸识别 | 3299（6GB/64GB） 3599（6GB/128GB）                                        | [ 152 ]         |
| 小米MIX 2S     | 尊享版       | 2018-03-27 | 高通骁龙845 （SDM845）              | 5.99英寸18:9比例 2160*1080分辨率 LCD全面屏                                                | 8GB RAM 256GB ROM             | 500万像素前置镜头 1200万+1200万像素后置双摄镜头 后置广角镜头支持OIS光学防抖                                   | 氧化锆陶瓷后盖 铝合金中框                                               | PIN 后置指纹识别 AI人脸识别 | 3999                                                                      | [ 152 ]         |
| 小米MIX 3      | 标准版       | 2018-10-25 | 高通骁龙845 （SDM845）              | 6.39英寸19.5:9比例 2340*1080分辨率 AMOLED滑盖全面屏                                       | 6/8GB RAM 128/256GB ROM       | 2400万+200万像素前置双摄镜头 1200万+1200万像素后置双摄镜头 前置双摄镜头支持柔光灯 后置双摄镜头支持OIS光学防抖 | 氧化锆陶瓷后盖 铝合金中框                                               | PIN 后置指纹识别 AI人脸识别 | 3299（6GB/128GB） 3599（8GB/128GB） 3999（8GB/256GB）                     | [ 153 ]         |
| 小米MIX 3      | 故宫特别版   | 2018-10-25 | 高通骁龙845 （SDM845）              | 6.39英寸19.5:9比例 2340*1080分辨率 AMOLED滑盖全面屏                                       | 10GB RAM 256GB ROM            | 2400万+200万像素前置双摄镜头 1200万+1200万像素后置双摄镜头 前置双摄镜头支持柔光灯 后置双摄镜头支持OIS光学防抖 | 氧化锆陶瓷后盖 铝合金中框                                               | PIN 后置指纹识别 AI人脸识别 | 4999                                                                      | [ 154 ]         |
| 小米MIX Alpha  | 标准版       | 2019-09-24 | 高通骁龙855+ （SM8150-AC）          | 7.92英寸 2088*2250分辨率 OLED环绕曲面屏                                                   | 12GB RAM 512GB ROM            | 10800万+1200万+2000万像素后置三摄镜头 后置主摄支持OIS光学防抖                                                 | 后置三摄镜头区域为蓝宝石玻璃复盖氧化锆陶瓷 钛合金中框                   | PIN 屏幕指纹识别 AI人脸识别 | 19999                                                                     | [ 155 ] [ 156 ] |
| 小米MIX Fold   | 标准版       | 2021-03-30 | 高通骁龙888 （SM8350）              | 8.01/6.52英寸 2480*1860/2520*840分辨率 OLED折叠全面屏/AMOLED挖孔外屏                      | 12GB RAM 256/512GB ROM        | 2000万像素前置镜头 10800万+1300万+800万后置三摄镜头                                                           | 玻璃后盖 铝合金中框                                                     | PIN 侧边指纹识别 AI人脸识别 | 9999（12GB/256GB） 10999（12GB/512GB）                                    | [ 21 ]          |
| 小米MIX Fold   | 陶瓷特别版   | 2021-03-30 | 高通骁龙888 （SM8350）              | 8.01/6.52英寸 2480*1860/2520*840分辨率 OLED折叠全面屏/AMOLED挖孔外屏                      | 16GB RAM 512GB ROM            | 2000万像素前置镜头 10800万+1300万+800万后置三摄镜头                                                           | 凯夫拉纹理立体陶瓷后盖 铝合金中框                                       | PIN 侧边指纹识别 AI人脸识别 | 12999                                                                     | [ 21 ]          |
| 小米MIX 4      | 标准版       | 2021-08-10 | 高通骁龙888+ （SM8350-AC）          | 6.67英寸20:9比例 2400*1080分辨率 AMOLED曲面屏                                             | 8/12GB RAM 128/256/512GB ROM  | 2000万像素屏下前置镜头 10800万+1300万+800万后置三摄镜头 后置主摄及长焦镜头支持OIS光学防抖                     | 一体式陶瓷机身                                                          | PIN 屏幕指纹识别 AI人脸识别 | 4999（8GB/128GB） 5299（8GB/256GB） 5799（12GB/256GB） 6299（12GB/512GB） | [ 157 ]         |
| 小米MIX Fold 2 | 标准版       | 2022-08-11 | 高通骁龙8+ Gen 1 （SM8475）         | 8.02/6.56英寸21:9比例 2160*1914/2520*1080分辨率 OLED折叠全面屏/AMOLED挖孔外曲面屏         | 12GB RAM 256/512GB/1TB ROM    | 2000万像素前置镜头 5000万+1300万+800万后置三摄镜头 后置主摄支持OIS光学防抖                                    | 磨砂玻璃后盖 铝合金中框                                                 | PIN 侧边指纹识别 AI人脸识别 | 8999（12GB/256GB） 9999（12GB/512GB） 11999（12GB/1TB）                   | [ 25 ]          |
| 小米MIX Fold 3 | 标准版       | 2023-08-14 | 高通骁龙8 Gen 2领先版 （SM8550-AC） | 8.03/6.56英寸21:9比例 2160*1916/2520*1080分辨率 OLED挖孔折叠全面屏/AMOLED挖孔外曲面屏     | 12/16GB RAM 256/512GB/1TB ROM | 2000万像素前置內外屏镜头 5000万+1000万+1000万+1200万后置四摄镜头 后置主摄、长焦及潜望长焦镜头支持OIS光学防抖  | 玻璃后盖 （龙鳞纤维版为复合纤维后盖） 后置四摄镜头区域为陶瓷 铝合金中框 | PIN 侧边指纹识别 AI人脸识别 | 8999（12GB/256GB） 9999（16GB/512GB） 11999（16GB/1TB）                   | [ 158 ]         |
| 小米MIX Fold 4 | 标准版       | 2024-07-19 | 高通骁龙8 Gen 3 （SM8550-AB）       | 7.98/6.56英寸21:9比例 2488*2224/2520*1080分辨率 AMOLED挖孔折叠全面屏/AMOLED挖孔外曲面屏   | 12/16GB RAM 256/512GB/1TB ROM | 1600万像素前置內外屏镜头 5000万+5000万+1000万+1200万后置四摄镜头 后置主摄及潜望长焦镜头支持OIS光学防抖        | 玻璃后盖 （龙鳞纤维版为复合纤维后盖） 铝合金中框                        | PIN 侧边指纹识别 AI人脸识别 | 8999（12GB/256GB） 9999（16GB/512GB） 10999（16GB/1TB）                   | [ 159 ]         |
| 小米MIX Flip   | 标准版       | 2024-07-19 | 高通骁龙8 Gen 3 （SM8550-AB）       | 6.86英寸21.4:9比例/4.01英寸 2912*1224/1392*1208分辨率 AMOLED挖孔折叠全面屏/AMOLED外曲面屏 | 12/16GB RAM 256/512GB/1TB ROM | 3200万像素前置镜头 5000万+5000万后置双摄镜头 后置主摄支持OIS光学防抖                                          | 玻璃后盖 （凤羽纤维版为复合纤维后盖） 铝合金中框                        | PIN 侧边指纹识别 AI人脸识别 | 5999（12GB/256GB） 6499（12GB/512GB） 7299（16GB/1TB）                    | [ 160 ]         |
| 小米MIX Flip 2 | 标准版       | 2025-06-26 | 高通骁龙8 Elite （SM8750-AB）       | 6.86英寸21.4:9比例/4.01英寸 2912*1224/1392*1208分辨率 AMOLED挖孔折叠全面屏/AMOLED外曲面屏 | 12/16GB RAM 256/512GB/1TB ROM | 3200万像素前置镜头 5000万+5000万后置双摄镜头 后置主摄支持OIS光学防抖                                          | 玻璃后盖 铝合金中框                                                     | PIN 侧边指纹识别 AI人脸识别 | 5999（12GB/256GB） 6499（12GB/512GB） 7299（16GB/1TB）                    | [ 161 ]         |
| 小米MIX Flip 2 | 定制版       | 2025-06-26 | 高通骁龙8 Elite （SM8750-AB）       | 6.86英寸21.4:9比例/4.01英寸 2912*1224/1392*1208分辨率 AMOLED挖孔折叠全面屏/AMOLED外曲面屏 | 12GB RAM 256/512GB ROM        | 3200万像素前置镜头 5000万+5000万后置双摄镜头 后置主摄支持OIS光学防抖                                          | 玻璃后盖 铝合金中框                                                     | PIN 侧边指纹识别 AI人脸识别 | 5999（12GB/256GB） 6499（12GB/512GB）                                     | [ 162 ]         |

### 小米Play系列
以下为小米Play系列的机型列表，按照发布时间排序。
| 型号     | 版本     | 发布日期   | SoC型号                  | 屏幕规格                                       | 存储                 | 相机参数                                       | 机身               | 安全识别                | 售价                               | 参考资料 |
| -------- | -------- | ---------- | ------------------------ | ---------------------------------------------- | -------------------- | ---------------------------------------------- | ------------------ | ----------------------- | ---------------------------------- | -------- |
| 小米Play | 标准版   | 2018-12-24 | 联发科曦力P35 （MT6765） | 5.84英寸19:9比例 2280*1080分辨率 LCD水滴全面屏 | 4GB RAM 64GB ROM     | 800万像素前置镜头 1200万+200万像素后置双摄镜头 | 一体式抛光塑料机身 | 后置指纹识别 AI人脸识别 | 1099                               | [ 163 ]  |
| 小米Play | 大内存版 | 2018-12-25 | 联发科曦力P35 （MT6765） | 5.84英寸19:9比例 2280*1080分辨率 LCD水滴全面屏 | 6GB RAM 64/128GB ROM | 800万像素前置镜头 1200万+200万像素后置双摄镜头 | 一体式抛光塑料机身 | 后置指纹识别 AI人脸识别 | 1299（6GB/64GB） 1599（6GB/128GB） | [ 164 ]  |

### 小米CC系列
以下为小米CC系列的机型列表，按照发布时间排序。
| 型号        | 版本       | 发布日期   | SoC型号                    | 屏幕规格                                            | 存储                    | 相机参数                                                                                                 | 机身                      | 安全识别                    | 售价                                                  | 参考资料 |
| ----------- | ---------- | ---------- | -------------------------- | --------------------------------------------------- | ----------------------- | --- | ------------------------- | --------------------------- | ----------------------------------------------------- | -------- |
| 小米CC9     | 标准版     | 2019-07-02 | 高通骁龙710 （SDM710）     | 6.39英寸19.5:9比例 2340*1080分辨率 AMOLED水滴全面屏 | 6GB RAM 64/128GB ROM    | 3200万像素前置镜头 4800万+800万+200万后置三摄镜头                                                        | 玻璃后盖 铝合金中框       | PIN 屏幕指纹识别 AI人脸识别 | 1799（6GB/64GB） 1999（6GB/128GB）                    | [ 165 ]  |
| 小米CC9     | 美图定制版 | 2019-07-02 | 高通骁龙710 （SDM710）     | 6.39英寸19.5:9比例 2340*1080分辨率 AMOLED水滴全面屏 | 8GB RAM 256GB ROM       | 3200万像素前置镜头 4800万+800万+200万后置三摄镜头                                                        | 玻璃后盖 铝合金中框       | PIN 屏幕指纹识别 AI人脸识别 | 2599                                                  | [ 166 ]  |
| 小米CC9e    | 标准版     | 2019-07-02 | 高通骁龙665 （SM6125）     | 6.088英寸19.5:9比例 1560*720分辨率 AMOLED水滴全面屏 | 4/6GB RAM 64/128GB ROM  | 3200万像素前置镜头 4800万+800万+200万后置三摄镜头                                                        | 玻璃后盖 聚碳酸酯塑料中框 | PIN 屏幕指纹识别 AI人脸识别 | 1299（4GB/64GB） 1399（6GB/64GB） 1599（6GB/128GB）   | [ 167 ]  |
| 小米CC9 Pro | 标准版     | 2019-11-05 | 高通骁龙730G （SM7150-AB） | 6.47英寸19.5:9比例 2340*1080分辨率 AMOLED水滴曲面屏 | 6/8GB RAM 128/256GB ROM | 3200万像素前置镜头 10800万+2000万+1200万+500万+200万像素后置五摄镜头 后置主摄及超长焦镜头支持OIS光学防抖 | 玻璃后盖 铝合金中框       | PIN 屏幕指纹识别 AI人脸识别 | 2799（6GB/128GB） 3099（8GB/128GB） 3499（8GB/256GB） | [ 168 ]  |

### 小米Civi系列
以下为小米Civi系列的机型列表，按照产品迭代和发布时间排序。
| 型号           | 版本                               | 发布日期   | SoC型号                       | 屏幕规格                                        | 存储                          | 相机参数                                                                               | 机身                                                                 | 安全识别                    | 售价                                                     | 参考资料 |
| -------------- | ---------------------------------- | ---------- | ----------------------------- | ----------------------------------------------- | ----------------------------- | -------------------------------------------------------------------------------------- | -------------------------------------------------------------------- | --------------------------- | -------------------------------------------------------- | -------- |
| 小米Civi       | 标准版                             | 2021-09-27 | 高通骁龙778G （SM7325）       | 6.55英寸20:9比例 2400*1080分辨率 OLED挖孔曲面屏 | 8/12GB RAM 128/256GB ROM      | 3200万像素前置镜头 6400万+800万+200万后置三摄镜头                                      | 玻璃后盖 铝合金中框                                                  | PIN 屏幕指纹识别 AI人脸识别 | 2599（8GB/128GB） 2899（8GB/256GB） 3199（12GB/256GB）   | [ 169 ]  |
| 小米Civi 1S    | 标准版                             | 2022-04-21 | 高通骁龙778G+ （SM7325-AE）   | 6.55英寸20:9比例 2400*1080分辨率 OLED挖孔曲面屏 | 8/12GB RAM 128/256GB ROM      | 3200万像素前置镜头 6400万+800万+200万后置三摄镜头                                      | 玻璃后盖 铝合金中框                                                  | PIN 屏幕指纹识别 AI人脸识别 | 2299（8GB/128GB） 2599（8GB/256GB） 2899（12GB/256GB）   | [ 170 ]  |
| 小米Civi 2     | 标准版                             | 2022-09-27 | 高通骁龙7 Gen 1 （SM7450-AB） | 6.55英寸20:9比例 2400*1080分辨率 OLED挖孔曲面屏 | 8/12GB RAM 128/256GB ROM      | 3200万+3200万像素前置双摄镜头 5000万+2000万+200万后置三摄镜头                          | 玻璃后盖 塑料中框                                                    | PIN 屏幕指纹识别 AI人脸识别 | 2399（8GB/128GB） 2499（8GB/256GB） 2799（12GB/256GB）   | [ 28 ]   |
| 小米Civi 2     | Hello Kitty潮流限定版              | 2023-02-07 | 高通骁龙7 Gen 1 （SM7450-AB） | 6.55英寸20:9比例 2400*1080分辨率 OLED挖孔曲面屏 | 12GB RAM 256GB ROM            | 3200万+3200万像素前置双摄镜头 5000万+2000万+200万后置三摄镜头                          | 玻璃后盖 塑料中框                                                    | PIN 屏幕指纹识别 AI人脸识别 | 2799                                                     | [ 171 ]  |
| 小米Civi 3     | 标准版                             | 2023-05-25 | 联发科天玑8200 （MT6896ZB）   | 6.55英寸20:9比例 2400*1080分辨率 OLED挖孔曲面屏 | 12/16GB RAM 256/512GB/1TB ROM | 3200万+3200万像素前置双摄镜头 5000万+800万+200万后置三摄镜头 后置主摄支持OIS光学防抖   | 玻璃后盖 塑料中框                                                    | PIN 屏幕指纹识别 AI人脸识别 | 2499（12GB/256GB） 2699（12GB/512GB） 2999（16GB/1TB）   | [ 172 ]  |
| 小米Civi 3     | 迪士尼100周年限定版                | 2023-06-08 | 联发科天玑8200 （MT6896ZB）   | 6.55英寸20:9比例 2400*1080分辨率 OLED挖孔曲面屏 | 12GB RAM 512GB ROM            | 3200万+3200万像素前置双摄镜头 5000万+800万+200万后置三摄镜头 后置主摄支持OIS光学防抖   | 玻璃后盖 塑料中框                                                    | PIN 屏幕指纹识别 AI人脸识别 | 2899                                                     | [ 173 ]  |
| 小米Civi 3     | 迪士尼100周年限定版 迪士尼草莓熊版 | 2023-12-22 | 联发科天玑8200 （MT6896ZB）   | 6.55英寸20:9比例 2400*1080分辨率 OLED挖孔曲面屏 | 12GB RAM 512GB ROM            | 3200万+3200万像素前置双摄镜头 5000万+800万+200万后置三摄镜头 后置主摄支持OIS光学防抖   | 玻璃后盖 塑料中框                                                    | PIN 屏幕指纹识别 AI人脸识别 | 2799                                                     | [ 174 ]  |
| 小米Civi 4 Pro | 标准版                             | 2024-03-21 | 高通骁龙8s Gen 3 （SM8635）   | 6.55英寸20:9比例 2750*1236分辨率 OLED挖孔曲面屏 | 12/16GB RAM 256/512GB ROM     | 3200万+3200万像素前置双摄镜头 5000万+5000万+1200万后置三摄镜头 后置主摄支持OIS光学防抖 | 玻璃後蓋 （春野绿配色为帶有玻璃拼接紋理的素皮后盖） 铝合金中框       | PIN 屏幕指纹识别 AI人脸识别 | 2999（12GB/256GB） 3299（12GB/512GB） 3599（16GB/512GB） | [ 175 ]  |
| 小米Civi 4 Pro | 限量定制色                         | 2024-03-21 | 高通骁龙8s Gen 3 （SM8635）   | 6.55英寸20:9比例 2750*1236分辨率 OLED挖孔曲面屏 | 16GB RAM 512GB ROM            | 3200万+3200万像素前置双摄镜头 5000万+5000万+1200万后置三摄镜头 后置主摄支持OIS光学防抖 | 帶有玻璃拼接紋理的素皮后盖 铝合金中框                                | PIN 屏幕指纹识别 AI人脸识别 | 3599                                                     | [ 175 ]  |
| 小米Civi 4 Pro | 迪士尼公主限定版                   | 2024-06-27 | 高通骁龙8s Gen 3 （SM8635）   | 6.55英寸20:9比例 2750*1236分辨率 OLED挖孔曲面屏 | 12GB RAM 512GB ROM            | 3200万+3200万像素前置双摄镜头 5000万+5000万+1200万后置三摄镜头 后置主摄支持OIS光学防抖 | 玻璃後蓋 铝合金中框                                                  | PIN 屏幕指纹识别 AI人脸识别 | 3299                                                     | [ 176 ]  |
| 小米Civi 5 Pro | 标准版                             | 2025-05-22 | 高通骁龙8s Gen 4 （SM8735）   | 6.55英寸20:9比例 2750*1236分辨率 OLED挖孔曲面屏 | 12/16GB RAM 256/512GB ROM     | 5000万像素前置镜头 5000万+5000万+1200万后置三摄镜头 后置主摄及长焦镜头支持OIS光学防抖  | 玻璃後蓋 （冰美式配色为后盖材料加入天然咖啡渣的素皮后盖） 铝合金中框 | PIN 屏幕指纹识别 AI人脸识别 | 2999（12GB/256GB） 3299（12GB/512GB） 3599（16GB/512GB） | [ 177 ]  |

### 国际市场机型
以下列出小米所有仅针在海外市场发布的手机机型，按照产品迭代和发布时间排序。
列表中如有在中国市场推出的对应机型，将在“中国市场对应型号”一列中标识，如为海外市场特供机型，此列将空缺。值得一提的是，仅供海外市场销售的机型在一些参数和配置上可能与其中国市场对应机型提供的配置及参数不完全一致。部分机型为小米针对所在国家和地区用户要求进行了特殊定制的机型，在不同国家和地区销售的同一机型可能会存在配置参数上的细小差异，仅供参考。
| 型号                        | 中国市场对应型号      | 发布日期   | SoC型号                       | 屏幕规格                                            | 存储                          | 相机参数 | 机身                                                               | 安全识别                      | 售价                                                        | 参考资料        |
| --------------------------- | --------------------- | ---------- | ----------------------------- | --------------------------------------------------- | ----------------------------- | --- | ------------------------------------------------------------------ | ----------------------------- | ----------------------------------------------------------- | --------------- |
| 小米数字系列                |                       |            |                               |                                                     |                               | |                                                                    |                               |                                                             |                 |
| 小米手机4i                  | --                    | 2015-04-23 | 高通骁龙615 （MSM8939）       | 5.0英寸 1920*1080分辨率 LCD屏                       | 2GB RAM 16/32GB ROM           | 500万像素前置镜头 1300万像素后置镜头                                                                          | 一体式哑光塑料机身                                                 | PIN                           | ₹12999（2GB/16GB） ₹14999（2GB/32GB）                       | [ 178 ]         |
| 小米8 Pro                   | 小米8屏幕指纹版       | 2018-10-22 | 高通骁龙845 （SDM845）        | 6.21英寸18.7:9比例 2248*1080分辨率 AMOLED刘海全面屏 | 8GB RAM 128GB ROM             | 2000万像素前置镜头 1200万+1200万像素后置双摄镜头 后置广角镜头支持OIS光学防抖                                  | 透明玻璃后盖 铝合金中框                                            | PIN 后置指纹识别 红外人脸识别 | €599                                                        | [ 179 ]         |
| 小米8 Lite                  | 小米8青春版           | 2018-10-30 | 高通骁龙660 （SDM660）        | 6.26英寸19:9比例 2280*1080分辨率 LCD刘海全面屏      | 4/6GB RAM 64/128GB ROM        | 2400万像素前置镜头 1200万+500万像素后置双摄镜头                                                               | 玻璃后盖 铝合金中框                                                | PIN 后置指纹识别 AI人脸识别   | €269（4GB/64GB） €329（6GB/128GB）                          | [ 180 ]         |
| 小米9T                      | Redmi K20             | 2019-06-12 | 高通骁龙730 （SM7150-AA）     | 6.39英寸19.5:9比例 2340*1080分辨率 AMOLED全面屏     | 6GB RAM 64/128GB ROM          | 2000万像素弹出式前置镜头 4800万+1300万+800万像素后置三摄镜头                                                  | 玻璃后盖 铝合金中框                                                | PIN 屏幕指纹识别 AI人脸识别   | €329（6GB/64GB） €369（6GB/128GB）                          | [ 181 ]         |
| 小米9T Pro                  | Redmi K20 Pro         | 2019-08-20 | 高通骁龙855 （SM8150）        | 6.39英寸19.5:9比例 2340*1080分辨率 AMOLED全面屏     | 6/8GB RAM 64/128/256GB ROM    | 2000万像素弹出式前置镜头 4800万+1300万+800万像素后置三摄镜头                                                  | 玻璃后盖 铝合金中框                                                | PIN 屏幕指纹识别 AI人脸识别   | €399（6GB/64GB） €449（6GB/128GB）                          | [ 182 ]         |
| 小米9 Lite                  | 小米CC9               | 2019-09-16 | 高通骁龙710 （SDM710）        | 6.39英寸19.5:9比例 2340*1080分辨率 AMOLED水滴全面屏 | 6GB RAM 64/128GB ROM          | 3200万像素前置镜头 4800万+800万+200万后置三摄镜头                                                             | 玻璃后盖 铝合金中框                                                | PIN 屏幕指纹识别 AI人脸识别   | €319（6GB/64GB） €349（6GB/128GB）                          | [ 183 ]         |
| 小米10 Lite                 | 小米10青春版          | 2020-03-27 | 高通骁龙765G （SM7250-AB）    | 6.57英寸20:9比例 2400*1080分辨率 AMOLED挖孔全面屏   | 6/8GB RAM 64/128/256GB ROM    | 1600万像素前置镜头 4800万+800万+200万+200万后置四摄镜头                                                       | 玻璃后盖 聚碳酸酯塑料中框                                          | PIN 屏幕指纹识别 AI人脸识别   | €349（6GB/64GB） €399（6GB/128GB）                          | [ 184 ]         |
| 小米10T                     | Redmi K30S 至尊纪念版 | 2020-09-30 | 高通骁龙865 （SM8250）        | 6.67英寸20:9比例 2400*1080分辨率 LCD挖孔全面屏      | 6/8GB RAM 128GB ROM           | 2000万像素前置镜头 6400万+1300万+500万后置三摄镜头                                                            | 玻璃后盖 铝合金中框                                                | PIN 侧边指纹识别 AI人脸识别   | €499（6GB/128GB） €549（8GB/128GB）                         | [ 185 ]         |
| 小米10T Pro                 | Redmi K30S 至尊纪念版 | 2020-09-30 | 高通骁龙865 （SM8250）        | 6.67英寸20:9比例 2400*1080分辨率 LCD挖孔全面屏      | 8GB RAM 128/256GB ROM         | 2000万像素前置镜头 10800万+1300万+500万后置三摄镜头 后置主摄支持OIS光学防抖                                   | 玻璃后盖 铝合金中框                                                | PIN 侧边指纹识别 AI人脸识别   | €599（8GB/128GB） €649（8GB/256GB）                         | [ 185 ]         |
| 小米10T Lite                | Redmi Note 9 Pro 5G   | 2020-09-30 | 高通骁龙750G （SM7225）       | 6.67英寸20:9比例 2400*1080分辨率 LCD挖孔全面屏      | 6GB RAM 64/128GB ROM          | 1600万像素前置镜头 6400万+800万+200万+200万后置四摄镜头                                                       | 玻璃后盖 聚碳酸酯塑料中框                                          | PIN 侧边指纹识别 AI人脸识别   | €279（6GB/64GB） €329（6GB/128GB）                          | [ 186 ]         |
| 小米10i                     | Redmi Note 9 Pro 5G   | 2021-01-05 | 高通骁龙750G （SM7225）       | 6.67英寸20:9比例 2400*1080分辨率 LCD挖孔全面屏      | 6/8GB RAM 64/128GB ROM        | 1600万像素前置镜头 10800万+800万+200万+200万后置四摄镜头                                                      | 玻璃后盖 聚碳酸酯塑料中框                                          | PIN 侧边指纹识别 AI人脸识别   | ₹20999（6GB/64GB） ₹21999（6GB/128GB） ₹23999（8GB/128GB）  | [ 187 ]         |
| 小米11 Lite                 | --                    | 2021-03-29 | 高通骁龙732G （SM7150-AC）    | 6.55英寸20:9比例 2400*1080分辨率 AMOLED挖孔全面屏   | 6/8GB RAM 64/128GB ROM        | 1600万像素前置镜头 6400万+800万+500万后置三摄镜头                                                             | 磨砂玻璃后盖 聚碳酸酯塑料中框                                      | PIN 侧边指纹识别 AI人脸识别   | €299（6GB/64GB） €349（6GB/128GB）                          | [ 188 ]         |
| 小米11 Lite 5G              | 小米11青春版          | 2021-03-29 | 高通骁龙780G （SM7350-AB）    | 6.55英寸20:9比例 2400*1080分辨率 AMOLED挖孔全面屏   | 6/8GB RAM 128GB ROM           | 2000万像素前置镜头 6400万+800万+500万后置三摄镜头                                                             | 磨砂玻璃后盖 聚碳酸酯塑料中框                                      | PIN 侧边指纹识别 AI人脸识别   | €369（6GB/128GB） €399（8GB/128GB）                         | [ 188 ]         |
| 小米11 Lite 5G NE           | 小米11青春活力版      | 2021-09-15 | 高通骁龙778G （SM7325）       | 6.55英寸20:9比例 2400*1080分辨率 AMOLED挖孔全面屏   | 6/8GB RAM 128/256GB ROM       | 2000万像素前置镜头 6400万+800万+500万后置三摄镜头                                                             | 磨砂玻璃后盖 聚碳酸酯塑料中框                                      | PIN 侧边指纹识别 AI人脸识别   | €369（6GB/128GB） €399（8GB/128GB）                         | [ 189 ]         |
| 小米11 Lite NE              | 小米11青春活力版      | 2021-09-29 | 高通骁龙778G （SM7325）       | 6.55英寸20:9比例 2400*1080分辨率 AMOLED挖孔全面屏   | 6/8GB RAM 128GB ROM           | 2000万像素前置镜头 6400万+800万+500万后置三摄镜头                                                             | 磨砂玻璃后盖 聚碳酸酯塑料中框                                      | PIN 侧边指纹识别 AI人脸识别   | ₹26999（6GB/128GB） ₹28999（8GB/128GB）                     | [ 190 ]         |
| 小米11i 国际版              | Redmi K40 Pro+        | 2021-03-29 | 高通骁龙888 （SM8350）        | 6.67英寸20:9比例 2400*1080分辨率 AMOLED挖孔全面屏   | 8GB RAM 128/256GB ROM         | 2000万像素前置镜头 10800万+800万+500万后置三摄镜头                                                            | 玻璃后盖 聚碳酸酯塑料中框                                          | PIN 侧边指纹识别 AI人脸识别   | €649（8GB/128GB） €699（8GB/256GB）                         | [ 191 ]         |
| 小米11X Pro                 | Redmi K40 Pro+        | 2020-04-23 | 高通骁龙888 （SM8350）        | 6.67英寸20:9比例 2400*1080分辨率 AMOLED挖孔全面屏   | 8GB RAM 128/256GB ROM         | 2000万像素前置镜头 10800万+800万+500万后置三摄镜头                                                            | 玻璃后盖 聚碳酸酯塑料中框                                          | PIN 侧边指纹识别 AI人脸识别   | ₹39999（8GB/128GB） ₹41999（8GB/256GB）                     | [ 192 ]         |
| 小米11X                     | Redmi K40             | 2020-04-23 | 高通骁龙870 （SM8250-AC）     | 6.67英寸20:9比例 2400*1080分辨率 AMOLED挖孔全面屏   | 6/8GB RAM 128GB ROM           | 2000万像素前置镜头 4800万+800万+500万后置三摄镜头                                                             | 玻璃后盖 聚碳酸酯塑料中框                                          | PIN 侧边指纹识别 AI人脸识别   | ₹29999（6GB/128GB） ₹31999（8GB/128GB）                     | [ 192 ]         |
| 小米11T                     | --                    | 2020-09-15 | 联发科天玑1200 （MT6893）     | 6.67英寸20:9比例 2400*1080分辨率 AMOLED挖孔全面屏   | 8GB RAM 128/256GB ROM         | 1600万像素前置镜头 10800万+800万+500万后置三摄镜头                                                            | 玻璃后盖 聚碳酸酯塑料中框                                          | PIN 侧边指纹识别 AI人脸识别   | €499（8GB/128GB） €549（8GB/256GB）                         | [ 193 ]         |
| 小米11T Pro                 | --                    | 2020-09-15 | 高通骁龙888 （SM8350）        | 6.67英寸20:9比例 2400*1080分辨率 AMOLED挖孔全面屏   | 8/12GB RAM 128/256GB ROM      | 1600万像素前置镜头 10800万+800万+500万后置三摄镜头                                                            | 玻璃后盖 聚碳酸酯塑料中框                                          | PIN 侧边指纹识别 AI人脸识别   | €649（8GB/128GB） €699（8GB/256GB） €749（12GB/256GB）      | [ 193 ]         |
| 小米11i 印度版              | Redmi Note 11 Pro     | 2022-01-06 | 联发科天玑920 （MT6877T）     | 6.67英寸20:9比例 2400*1080分辨率 AMOLED挖孔全面屏   | 6/8GB RAM 128GB ROM           | 1600万像素前置镜头 10800万+800万+200万像素后置三摄镜头                                                        | 玻璃后盖 聚碳酸酯塑料中框                                          | PIN 侧边指纹识别 AI人脸识别   | ₹24999（6GB/128GB） ₹26999（8GB/128GB）                     | [ 194 ]         |
| 小米11i HyperCharge         | Redmi Note 11 Pro+    | 2022-01-06 | 联发科天玑920 （MT6877T）     | 6.67英寸20:9比例 2400*1080分辨率 AMOLED挖孔全面屏   | 6/8GB RAM 128GB ROM           | 1600万像素前置镜头 10800万+800万+200万像素后置三摄镜头                                                        | 玻璃后盖 聚碳酸酯塑料中框                                          | PIN 侧边指纹识别 AI人脸识别   | ₹26999（6GB/128GB） ₹28999（8GB/128GB）                     | [ 194 ]         |
| 小米12 Lite                 | --                    | 2022-06-30 | 高通骁龙778G （SM7325）       | 6.55英寸20:9比例 2400*1080分辨率 AMOLED挖孔全面屏   | 6/8GB RAM 128/256GB ROM       | 3200万像素前置镜头 10800万+800万+200万后置三摄镜头                                                            | 磨砂玻璃后盖 聚碳酸酯塑料中框                                      | PIN 屏幕指纹识别 AI人脸识别   | US$399（6GB/128GB） US$449（8GB/128GB） US$499（8GB/256GB） | [ 195 ] [ 196 ] |
| 小米12T                     | --                    | 2022-10-04 | 联发科天玑8100 （MT6895ZB）   | 6.67英寸20:9比例 2712*1220分辨率 AMOLED挖孔全面屏   | 8GB RAM 128/256GB ROM         | 2000万像素前置镜头 10800万+800万+200万后置三摄镜头 后置主摄支持OIS光学防抖                                    | 磨砂玻璃后盖 聚碳酸酯塑料中框                                      | PIN 屏幕指纹识别 AI人脸识别   | €599（8GB/128GB） €649（8GB/256GB）                         | [ 197 ]         |
| 小米12T Pro                 | Redmi K50至尊版       | 2022-10-04 | 高通骁龙8+ Gen 1 （SM8475）   | 6.67英寸20:9比例 2712*1220分辨率 AMOLED挖孔全面屏   | 8/12GB RAM 128/256GB ROM      | 2000万像素前置镜头 20000万+800万+200万后置三摄镜头 后置主摄支持OIS光学防抖                                    | 磨砂玻璃后盖 聚碳酸酯塑料中框                                      | PIN 屏幕指纹识别 AI人脸识别   | €749（8GB/128GB） €799（8GB/256GB） €849（12GB/256GB）      | [ 197 ]         |
| 小米12T Pro Daniel Arsham版 | Redmi K50至尊版       | 2022-11-23 | 高通骁龙8+ Gen 1 （SM8475）   | 6.67英寸20:9比例 2712*1220分辨率 AMOLED挖孔全面屏   | 12GB RAM 256GB ROM            | 2000万像素前置镜头 20000万+800万+200万后置三摄镜头 后置主摄支持OIS光学防抖                                    | 磨砂玻璃后盖 聚碳酸酯塑料中框                                      | PIN 屏幕指纹识别 AI人脸识别   | €899                                                        | [ 198 ]         |
| 小米13 Lite                 | 小米Civi 2            | 2023-02-26 | 高通骁龙7 Gen 1 （SM7450-AB） | 6.55英寸20:9比例 2400*1080分辨率 AMOLED挖孔曲面屏   | 8GB RAM 128/256GB ROM         | 3200万+800万像素前置双摄镜头 5000万+800万+200万后置三摄镜头                                                   | 玻璃后盖 聚碳酸酯塑料中框                                          | PIN 屏幕指纹识别 AI人脸识别   | €499（8GB/128GB） €549（8GB/256GB）                         | [ 199 ]         |
| 小米13T                     | --                    | 2023-09-26 | 联发科天玑8200 （MT6896ZB）   | 6.67英寸20:9比例 2712*1220分辨率 AMOLED挖孔全面屏   | 8/12GB RAM 256GB ROM          | 2000万像素前置镜头 5000万+5000万+1200万后置三摄镜头 后置主摄支持OIS光学防抖                                   | 玻璃后盖 （雪山蓝配色为素皮后盖） 聚碳酸酯塑料中框                 | PIN 屏幕指纹识别 AI人脸识别   | €649（8GB/256GB）                                           | [ 200 ]         |
| 小米13T Pro                 | Redmi K60至尊版       | 2023-09-26 | 联发科天玑9200+ （MT6985Z）   | 6.67英寸20:9比例 2712*1220分辨率 AMOLED挖孔全面屏   | 12/16GB RAM 256/512GB/1TB ROM | 2000万像素前置镜头 5000万+5000万+1200万后置三摄镜头 后置主摄支持OIS光学防抖                                   | 玻璃后盖 （雪山蓝配色为素皮后盖） 聚碳酸酯塑料中框                 | PIN 屏幕指纹识别 AI人脸识别   | €799（12GB/256GB）                                          | [ 200 ]         |
| 小米14 Civi                 | 小米Civi 4 Pro        | 2024-06-12 | 高通骁龙8s Gen 3 （SM8635）   | 6.55英寸20:9比例 2750*1236分辨率 AMOLED挖孔曲面屏   | 8/12GB RAM 256/512GB ROM      | 3200万+3200万像素前置双摄镜头 5000万+5000万+1200万后置三摄镜头 后置主摄支持OIS光学防抖                        | 磨砂玻璃後蓋 （抹茶绿配色为帶有玻璃拼接紋理的素皮后盖） 铝合金中框 | PIN 屏幕指纹识别 AI人脸识别   | ₹42999（8GB/256GB） ₹47999（12GB/512GB）                    | [ 201 ]         |
| 小米14 Civi 限定版          | 小米Civi 4 Pro        | 2024-07-29 | 高通骁龙8s Gen 3 （SM8635）   | 6.55英寸20:9比例 2750*1236分辨率 AMOLED挖孔曲面屏   | 12GB RAM 512GB ROM            | 3200万+3200万像素前置双摄镜头 5000万+5000万+1200万后置三摄镜头 后置主摄支持OIS光学防抖                        | 帶有玻璃拼接紋理的素皮后盖 铝合金中框                              | PIN 屏幕指纹识别 AI人脸识别   | ₹48999                                                      | [ 202 ]         |
| 小米14T                     | --                    | 2024-09-26 | 联发科天玑8300 （MT6897Z）    | 6.67英寸20:9比例 2712*1220分辨率 AMOLED挖孔全面屏   | 12GB RAM 256/512GB ROM        | 3200万像素前置镜头 5000万+5000万+1200万后置三摄镜头 后置主摄支持OIS光学防抖                                   | 磨砂玻璃后盖 （柠檬绿配色为素皮后盖） 聚碳酸酯塑料中框             | PIN 屏幕指纹识别 AI人脸识别   | €649（12GB/256GB）                                          | [ 203 ]         |
| 小米14T Pro                 | Redmi K70至尊版       | 2024-09-26 | 联发科天玑9300+ （MT6989Z）   | 6.67英寸20:9比例 2712*1220分辨率 AMOLED挖孔全面屏   | 12GB RAM 256/512GB/1TB ROM    | 3200万像素前置镜头 5000万+5000万+1200万后置三摄镜头 后置主摄支持OIS光学防抖                                   | 磨砂玻璃后盖 铝合金中框                                            | PIN 屏幕指纹识别 AI人脸识别   | €799（12GB/256GB）                                          | [ 203 ]         |
| 小米A系列                   |                       |            |                               |                                                     |                               | |                                                                    |                               |                                                             |                 |
| 小米A1                      | 小米5X                | 2017-09-05 | 高通骁龙625 （MSM8953）       | 5.5英寸 1920*1080分辨率 LCD屏                       | 4GB RAM 32/64GB ROM           | 500万像素前置镜头 1200万+1200万像素后置双摄镜头                                                               | 全金属一体化机身                                                   | PIN 后置指纹识别              | €209（4GB/32GB） €229（4GB/64GB）                           | [ 204 ]         |
| 小米A2                      | 小米6X                | 2018-07-24 | 高通骁龙660 （SDM660）        | 5.99英寸18:9比例 2160*1080分辨率 LCD全面屏          | 4/6GB RAM 32/64/128GB ROM     | 2000万像素前置镜头 1200万+2000万像素后置双摄镜头 前置镜头支持柔光灯                                           | 全金属一体化机身                                                   | PIN 后置指纹识别              | €249（4GB/32GB） €279（4GB/64GB） €349（6GB/128GB）         | [ 205 ]         |
| 小米A2 Lite                 | 红米6 Pro             | 2018-07-24 | 高通骁龙625 （MSM8953）       | 5.84英寸19:9比例 2280*1080分辨率 LCD刘海全面屏      | 3/4GB RAM 32/64GB ROM         | 500万像素前置镜头 1200万+500万像素后置双摄镜头                                                                | 三段式金属机身                                                     | PIN 后置指纹识别              | €179（3GB/32GB） €229（4GB/64GB）                           | [ 205 ]         |
| 小米A3                      | 小米CC9e              | 2019-07-17 | 高通骁龙665 （SM6125）        | 6.088英寸19.5:9比例 1560*720分辨率 AMOLED水滴全面屏 | 4/6GB RAM 64/128GB ROM        | 3200万像素前置镜头 4800万+800万+200万后置三摄镜头                                                             | 玻璃后盖 聚碳酸酯塑料中框                                          | PIN 屏幕指纹识别 AI人脸识别   | €249（4GB/64GB） €279（4GB/128GB）                          | [ 206 ]         |
| 小米MIX系列                 |                       |            |                               |                                                     |                               | |                                                                    |                               |                                                             |                 |
| 小米MIX 3 5G                | --                    | 2019-02-24 | 高通骁龙855 （SM8150）        | 6.39英寸19.5:9比例 2340*1080分辨率 AMOLED滑盖全面屏 | 6GB RAM 64/128GB ROM          | 2400万+200万像素前置双摄镜头 1200万+1200万像素后置双摄镜头 前置双摄镜头支持柔光灯 后置双摄镜头支持OIS光学防抖 | 氧化锆陶瓷后盖 铝合金中框                                          | PIN 后置指纹识别 AI人脸识别   | €599（6GB/64GB） €799（6GB/128GB）                          | [ 207 ]         |
| 小米Note系列                |                       |            |                               |                                                     |                               | |                                                                    |                               |                                                             |                 |
| 小米Note 10                 | 小米CC9 Pro           | 2019-11-06 | 高通骁龙730G （SM7150-AB）    | 6.47英寸19.5:9比例 2340*1080分辨率 AMOLED水滴曲面屏 | 6GB RAM 128GB ROM             | 3200万像素前置镜头 10800万+2000万+1200万+500万+200万像素后置五摄镜头 后置主摄及超长焦镜头支持OIS光学防抖      | 玻璃后盖 铝合金中框                                                | PIN 屏幕指纹识别 AI人脸识别   | €549                                                        | [ 208 ]         |
| 小米Note 10 Pro             | 小米CC9 Pro           | 2019-11-06 | 高通骁龙730G （SM7150-AB）    | 6.47英寸19.5:9比例 2340*1080分辨率 AMOLED水滴曲面屏 | 8GB RAM 256GB ROM             | 3200万像素前置镜头 10800万+2000万+1200万+500万+200万像素后置五摄镜头 后置主摄及超长焦镜头支持OIS光学防抖      | 玻璃后盖 铝合金中框                                                | PIN 屏幕指纹识别 AI人脸识别   | €649                                                        | [ 208 ]         |
| 小米Note 10 Lite            | --                    | 2020-04-30 | 高通骁龙730G （SM7150-AB）    | 6.47英寸19.5:9比例 2340*1080分辨率 AMOLED水滴曲面屏 | 6/8GB RAM 64/128GB ROM        | 1600万像素前置镜头 6400万+800万+500万+200万像素后置四摄镜头                                                   | 玻璃后盖 铝合金中框                                                | PIN 屏幕指纹识别 AI人脸识别   | €349（6GB/64GB） €399（6GB/128GB）                          | [ 209 ]         |

## 功能

### 气压及海拔测量
小米数字系列自第2代开始支持气压及海拔的测量，在“指南针”应用中罗盘下方即可显示实时气压以及实时海拔。但海拔测量功能如需相对精确数据仍需进行联网校正。
由于机身堆叠、定位取舍等因素，小米4S、小米9系列以及小米MIX 3均不支持气压和海拔测量功能。此外，定位中端的机型如数字青春版系列、Max系列、CC系列等均不支持气压及海拔测量功能。

### 全功能近场通讯技术
近场通信技術（NFC）自小米2A首次支持。此后发布的小米3也支持这一功能，通过支持NFC智能卡功能的SIM卡可实现用手机乘坐公交和地铁。但由于该功能在当时使用人数较少，小米4和小米Note两款机型曾一度将其取消。自2016年发布的小米5开始，小米重新支持了NFC功能，并加入了读取NFC智能卡、写入NFC智能卡、模拟公交卡和门卡等功能，小米称之为“全功能NFC”，但该功能仅在售价高于1999元人民币的旗舰机型才具备。自2019年起，小米为推广其互联网服务，开始在小米品牌绝大部分中端机型上搭载该功能。至2020年，小米品牌所有机型均已支持NFC功能。

### 立体声扬声器
小米手机自小米6开始首次支持立体声双扬声器功能。双扬声器采用大尺寸听筒和底部主扬声器通过电路和软件控制实现，可得到类似于立体环绕声的效果。此后，该功能在小米Max 2、小米Note 3、小米MIX 2、小米MIX 2S四款机型中搭载，但由于小米社区中有用户对立体声扬声器的效果提出了批评，在后续系统更新中，上述机型的立体声扬声器效果均遭到不同程度的阉割，而自小米8开始，立体声扬声器功能在小米数字系列中遭到取消，仅在小米Max 3中得到保留。
2020年发布的小米10和小米10 Pro及2021年发布的小米10S、小米11T系列等机型重新搭载了立体声双扬声器功能，上扬声器采用了独立音腔，使得左右声道音量保持平衡。而小米10至尊纪念版、小米11系列及在海外市场发售的小米10T系列也具备了立体声双扬声器，但上述机型均采用非对称式的听筒双扬，并未采用小米10和小米10 Pro的方案。

### 红外遥控
小米手机自小米4开始支持红外遥控功能，其自带的“万能遥控”APP支持若干个品牌的可通过红外遥控功能操作的电器设备。由于元器件堆叠、成本等因素，该功能在小米Note、小米5s、小米8系列及小米MIX系列产品上遭到取消。

### 小爱同学
小米在小米5X发布会上一同发布了人工智能引擎“小爱同学”，随即替换掉之前在MIUI上内置的语音助手，并采用了全新的虚拟形象以及声源。自小米MIX 2S开始凭借骁龙845芯片的NPU模块，支持了语音唤醒“小爱同学”，也可通过系统设置设定成按压电源键0.5秒唤出。随后的小米MIX 3和小米9则添加了AI按键，可以快捷呼出相应的功能，长按则可唤醒小爱同学。但自小米9 Pro起，AI按键又在小米系列手机上遭到按键移除，恢复此前系统搭载的语音助理呼出方式。

## 系统界面
所有的小米手机系列均搭载由小米公司基于Android研发的MIUI固件，目前的最新版本为MIUI 14。MIUI存在两个平行的开发版本，即针对大多数用户人群的“稳定版”以及针对开发者和极客的“开发版”。这两个开发版本又有内测和公测两个开发分支，推送更新的周期各不相同。
每一款小米手机在手机出厂时均预装“稳定版”系统固件，系统固件的版本号因不同时间批次而有所差异，可能会存在开机激活后即有系统更新提示的情况出现。用户在登录小米账号后，可通过系统内置的“小米社区”APP自行申请和下载稳定版的内测或开发版（含内测及公测，下同）固件。无论是开发版还是稳定版固件，均通过OTA进行推送更新。按照MIUI目前的系统机制设定，用户如需将稳定版切换至开发版或由开发版切换至稳定版，均需清除手机内的所有数据。部分极特殊的切换版本操作（如跨Android版本）仍需要连接电脑，使用电脑端刷写工具进行切换操作（某些情况下需要先刷入一个特定版本的系统固件，再继续执行升级或降级操作）。
小米的自有网络社区“小米社区”提供所有小米手机机型的稳定版固件下载（2019年8月前，小米另提供MIUI论坛公布各款机型的开发版系统固件并提供下载，但因开发版和内测版发布机制更改而取消相关设置）。在小米社区中亦可与其他MIUI用户进行交流，用户如需反馈系统bug，可在系统内置的“小米社区”APP或“服务与反馈”APP中进行。
不同于中国国内大多数手机厂商对于系统固件包的下载和Root的限制，小米公司并未阻止手机用户对系统固件进行Root，但为安全考量，小米公司在小米5及其之后的机型添加了刷机锁（小米Note顶配版由OTA更新添加），以避免不法分子对系统进行破解。MIUI下载页面也提供在原厂预装固件时所用的应用程序“MiFlash”以及刷机锁解锁工具（以上二者均只能在Windows中运行），以备用户下载使用。
此外，小米在中国大陆以外的国家和地区销售的机型内置了完整的谷歌服务以及谷歌应用商店，而小米A系列机型则不内置MIUI固件，以谷歌官方开发的Android原生固件代替。自2019年起，小米在中国大陆市场销售的高端机型亦开始内置谷歌服务框架（如小米数字系列），此谷歌服务框架为默认开启状态，可在“账号与同步”的“谷歌基础服务”中开启或关闭。
2023年10月26日小米發布小米澎湃OS介面系統，以小米14系列首發搭載。

## 售后服务
小米手机执行中国政府制定的三包服务政策，在购买后365日内，如手机在正常使用的条件下出现外观及功能性故障，小米负责免费维修。在网络平台（如小米商城、京东、天猫等平台）销售的小米手机，还可于收货日起支持7天内无理由退货，15日内换货的服务。手机可在小米指定的售后服务网点进行售后服务，也可在小米商城官网或小米商城APP的服务页中输入手机序列号（IMEL码）申请，通过快递的方式邮寄至小米定点的售后服务网点。
小米客服曾规定，在小米之家或小米指定的销售网点购买的小米手机一旦拆除塑封膜，将不再享受7天无理由退货政策，一旦持机离店，将不再享受7天无理由换货政策。但自2020年起，在小米之家或小米指定的销售网点购买的小米手机已允许在保持全套产品及包装完好的前提下，前往指定的小米之家或在小米商城APP/网页端申请七天无理由退换货；而授权店、合作营业点等基层门店依然不支持在线申请七天无理由退换货，可否前往购买门店申请退换货也因门店而异。
此外，对于保修期未满半年、包装及配件齐全、机身外观较为完好且非人为的故障，小米常采取以换货代替维修的售后服务方式，即线下服务门店或线上授权维修中心回收故障机的同时，由小米集散仓直接将未拆封新机邮寄至客户登记的有效地址；对于小米11系列等存在批量性性能故障的机型，小米亦对此推出特殊售后政策，如延长保修期、降低申请退货的门槛等。
自2020年起，小米每月均会组织一次免费活动，以便客户光临小米之家更换保护贴膜。活动期间申请维修的客户，小米也会免费提供更换屏幕保护贴膜及手机消毒等服务。
小米曾在添加刷机锁机制之前，支持免费维修用户自行因Root或刷入其他第三方基于Android的操作系统（如CM、魔趣等）导致的硬件故障、且在保修期内的手机。系统是否Root以及是否使用MIUI系统并不影响手机的保修，这与中国国内其他厂商的售后政策有所不同。自小米5发布之后，小米更改了其售后政策，凡因用户自身原因解锁或Root手机造成硬件损坏的，小米将拒绝提供免费维修。但在实际执行中，小米各级售后服务网点仅以外观是否遭受人力破坏以及机身内部粘贴的浸水试纸是否变色为保修判定依据，并未出现因刷机锁被解开、Root或刷入第三方操作系统而导致的在保期内被拒保的案例。
在中国大陆地区以外的国家和地区购买的小米手机，售后政策以各个国家和地区要求的服务政策为准。例如在香港，在注册保修服务后可提供两年的保修。此外，由于中国国内与海外推出的机型存在差异，故走私入中国境内的国际市场机型（即水货机）将无法获得正常售后服务。

## 争议与质疑

### 品牌形象
小米曾长期将小米手机系列的起售价定为1999元的行为既为小米在中国市场的扩张做出极大的贡献，但在华为等中国手机品牌快速崛起之后，小米手机低价策略的弊端便开始显现。小米曾多次尝试调整产品系列及产品策略，企图抬高手机产品的起售价，但大多以失败告终，因此产生了诸多对小米品牌形象的争议。小米手机是“低端屌丝机”、“白牌山寨机”，“缺少精致感”的舆论甚嚣尘上，成为小米手机产品线高端化、小米品牌高端化的障碍。这也是在2019年将Redmi品牌独立，使小米品牌专注于中高端的原因之一。

### 产品线混乱
小米手机自2015年起增设小米Note系列之后，便一直在梳理和塑造产品线。由于小米科技内部战略不断发生变化，小米手机品牌的产品线也被迫不断进行调整。2017年小米Note 3发布后，小米Note系列便再无新机型发布，此后的2019年，小米暂停了小米MIX系列作为大众消费品的发布计划，并取消了定位于大屏手机市场的小米Max系列以及2018年年末刚刚增设的小米Play系列，2020年则停发了2019年刚刚新增的小米CC系列。直至2021年，小米MIX系列才恢复发布迭代机型，遭到停发的小米CC系列则更名为小米Civi系列并恢复更新。而隶属于小米数字系列的带有X、C、S、SE等字母的衍生机型也已纷纷被取消发布或改为面向海外市场推出的机型。频繁的增设和取消产品线，致使部分消费者对小米的产品线策划产生了疑虑。这与小米集团旗下的红米产品线及之后的Redmi品牌相对稳定的产品线及产品发布节奏形成了鲜明对比。

### 缺货
小米手机自初代发售至今便饱受缺货困扰，几乎任何一代产品自发售始无一例外地陷入产量不足的窘境。虽然近年来小米的缺货问题随着供应链话语权的增加以及产品售价的提高得到一定好转，大多数手机产品均可在发布后2个月内实现不限量供应，但发布后的短期内依然存在供不应求的状况。小米集团总裁林斌在微博表示，小米手机的缺货一定程度上是由于内部流程和管理上缺乏经验造成，但也有人认为小米在刻意制造货源不足的“假象”以长久保持其产品关注度。一些观点认为，小米缺货的原因与售价偏低、溢价能力低下、轻资产模式的抗风险手段以及无自有工厂等诸多原因有关。2019年底，小米首个自建的工厂正式投产。

### 宣传参数模糊
小米在部分手机产品的宣传上存在一定程度的模糊不清现象，也被一些舆论认为是“虚假宣传”。如小米3联通/电信版实际采用的处理器部件代号分别为MSM8274AB和MSM8674AB，但发布会上宣传则为MSM8974AB。小米官方虽表示接受用户的退款请求，但在这两个版本上线之后依然引发了轩然大波。此外，小米2宣传性能堪比XBOX游戏机、小米5低配版采用降频版的高通骁龙820芯片等宣传也有夸大或模糊不清的情况。

### 设计
小米手机的外观设计曾一直采用比较中庸和理性的设计风格，在中国其他手机制造商相继改善外观设计之后，小米手机的外观及内部设计便被部分人认为“缺乏亮点”。小米科技CEO雷军在小米第一款手机发布会上称其设计为“没有设计就是最好的设计”，一时也被部分网友吐槽至今。2018年推出的小米及红米系列手机则出乎意料地采用了类似于iPhone X的“左上角竖排双摄”设计，美国科技媒体TechCrunch直接因此指出小米是“最无耻的iPhone模仿者”。同时，亦有部分机型因机身配色的选用问题而引发争议。

### 营销模式
小米除被冠以“饥饿营销”之名以外，其营销模式也引起多方质疑。一些舆论认为，小米擅长以“扁平化的粉丝营销”作为其品牌产品大规模扩张的模式，另有观点认为小米对外宣传与树立了一个其CEO雷军“良心企业家”的形象，却避而不谈雷军个人从小米公司得到的大量财富，有“人设营销”甚至“牌坊营销”的嫌疑。

### 质量及品控
虽然小米手机的品控及返修率已经随着后续机型的不断迭代而逐年改善，但小米手机一些机型仍然在上市之初便被诸多网友爆出品控及质量问题。譬如2019年3月7日，微博有网友爆出新买到的小米9手机无闪光灯，2020年2月16日，京东顾客表示买到的小米10的镜头保护玻璃被装反等等。部分品控问题小米会立刻派客服人员向用户了解情况，但也有部分网友反应用户在向小米及相关主管人员的微博下反应故障时，不但未获得小米公司的受理，反而被小米公关人员以“疑似其他厂商派来的水军组织不正当竞争”为由删除评论甚至封禁账号。小米集团产品总监王腾在微博称，有部分品控和质量问题实为极个别的网友通过PS手段而故意制造而成的。

### 污名化
随着中美贸易摩擦事件以及华为公司被美国制裁事件的发生，在手机产品线主要采用高通公司芯片的小米（含子品牌Redmi）受到少数中国网民及民粹主义人士的攻击和抵制。部分网民以小米集团的上市注册地为开曼群岛、高通公司曾为小米集团注资以及小米部分业务的数据中心设在新加坡等为由，指责小米为“买办企业”；小米应Google要求，在小米10国际版包装盒上添加“with easy access to the Google apps you use most”（意为“轻松访问你最常用的谷歌应用”）小字的这一行为，被部分网民认为其有对华为公司“落井下石”的嫌疑。

### 因俄罗斯入侵乌克兰被制裁
2023年4月13日，乌克兰国家预防腐败局以中国手机厂商小米集团利用俄罗斯侵略乌克兰之际，趁机扩大在俄罗斯的手机销售业务，缴纳大量税款支持俄罗斯军队杀害乌克兰人民为由，将小米手机列入“战争赞助商”名单，进而实施制裁。

## 外部連結
- 小米商城官方网站（页面存档备份，存于）